# Kriget i Donbass
Kriget i Donbass, även beskriven som konflikten i östra Ukraina eller Donbasskonflikten, är en militär konflikt i den ukrainska delen av Donetsbäckenet. Konflikten rör kontrollen över den östligaste delen av landet – oblasterna Donetsk och Luhansk – och inleddes våren 2014, efter att Euromajdan lett till att president Viktor Janukovytj avsatts från sin post. Därefter ifrågasatte många etniska ryssar i de östra och sydöstra delarna av landet den nya regeringens legitimitet, vilket ledde till demonstrationer och oroligheter.
Efter att Rysslands militära ledning dragit nytta av situationen och samtidigt annekterat Krim, utbröt strider i landets båda östligaste oblast. Etniska ryssar tog kontroll över delar av området och utropade under april månad 2014 separatiska "folkrepubliker" (Folkrepubliken Donetsk respektive Folkrepubliken Lugansk), samtidigt som man genomförde omdiskuterade folkomröstningar om oblastens status. Lokala miliser tog samtidigt över den militära (och till stor del även civila) kontrollen över området.
Efter att Petro Porosjenko 25 maj 2014 valts till ny president, inledde han åtgärder för att med olika medel återta kontrollen över de båda oblasten i öster. Porosjenko gjorde utfästelser om ryska som regionalt språk (men inte som ett andra officiellt språk i Ukraina) och större regional makt över skattemedel (men inte en federalisering av landet). Ukrainas armé och de frivilliga förbanden återtog under sommaren delar av området, samtidigt som separatisterna, med omfattande stöd från Ryssland, befäst kontrollen över territoriet runt och öster om städerna Donetsk och Luhansk. 
Diplomatiska initiativ har fram till 2018 endast lett till kortare vapenvilor, samtidigt som strider tidvis blossat upp mellan på den ena sidan ukrainsk militär och frivilliga paramilitära förband med visst inslag av utländska legosoldater och på andra sidan lokala proryska miliser, som enligt många rapporter får militärt stöd från Ryska federationen. Striderna har mattats av och frontlinjen permanentats, i något som i allt väsentligt påminner om en frusen konflikt. Liknande frontlinjer i konfliktzoner i regionen finns vid Nagorno-Karabach, Sydossetien, Abchazien och Transnistrien – alla med Ryssland som allierad eller skyddsmakt på den ena sidan av konflikten. 

Resultatet av en ukrainsk opinionsundersökning under perioden 8–18 februari 2014. Siffrorna står för andelen som då ville att Ukraina och Ryssland skulle förenas i en stat.

## Översikt

### Bakgrund
Konflikten i Donbass har sin bakgrund i Ukrainas slitning och dilemma i vilka landet vill samarbeta med, där valet har stått mellan västvärlden och EU å ena sidan och Ryssland å andra sidan. En tändande gnista blev Euromajdan och protesterna i Kiev, som fick den ryssvänlige presidenten Viktor Janukovytj att avgå i februari 2014. Protesterna riktades 2014 mot den av Arsenij Jatsenjuk ledda ukrainska regeringen, som kom till makten i slutet av februari. De proryska protesterna har besvarats av ledningen i Ryska federationen, där duman godkänt ingripande av rysk militär på ukrainskt territorium i syfte att skydda etniska ryssar i landet. Misstankar om att Ryssland gav stöd till ockupanter i östra Ukraina – i form av krigsmateriel, logistik och gränsbeskjutning – förnekades vid upprepade tillfällen av Kreml, men mycket tyder på att Ryssland inte bara stödde separatister med vapen utan även med soldater.

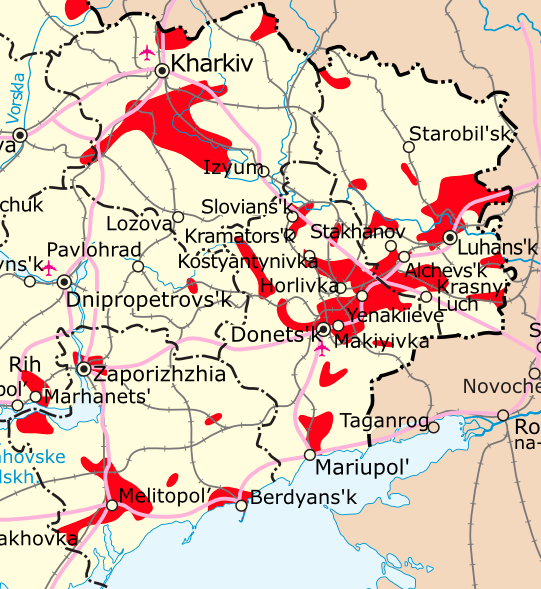
Områden i östra Ukraina som 1994 hade en betydande del etniska ryssar (rött). Orterna på kartan har stavning på engelska.

Missnöjet var starkast i Donetsbäckenet (Donetsk och Luhansk oblast), ett tungt industrialiserat område som står för en stor del av Ukrainas BNP. Den kol- och stål-industribaserade regionen har de senaste decennierna fått uppleva omställningsproblem med en ökad arbetslöshet. Misstron mot de nya makthavarna i Ukraina – "juntan i Kiev" – var stor under våren 2014, även om en tydlig majoritet av befolkningen fortfarande föredrog att tillhöra Ukraina.
De boende i den kraftigt urbaniserade regionen är ofta relativt nyinflyttade, sedan Sovjettidens industrialisering av området. Där finns också minnen av tidigare lokala statsbildningar, som Sovjetrepubliken Donetsk. Denna utropades 1918 som egen nation, innan den någon månad senare erövrades av Lenins trupper. Huvudgatan i Donetsk är än idag uppkallad efter Artiom, ledaren för den gamla utbrytarstaten.
Rysslands Putin utvecklade 2014 en neo-imperialistisk nationalistisk retorik i vilken Ukraina framställdes som en del av stor-Ryssland, och som offer för Västs fientliga ständiga framflyttande av positioner.
USA har sedan 2014 eller tidigare byggt upp en verksamhet längs Ukrainas gräns mot Ryssland. Där har CIA tränat elitstyrkor och spioner och byggt hemliga underjordiska militärbunkrar för underrättelseverksamhet. Verksamheten avslöjades av New York Times i februari 2024.
Frågan om nationalitet bidrog under våren 2014 till radikalisering och djupare splittring mellan folk som identifierar sig som ukrainare och de som inte gör det. Det handlar i viss mån om klasskillnader. Akademiker, tidningsfolk och studenter är ofta för ett enat Ukraina, medan separatisterna och deras anhängare i de flesta fall är arbetarklass. De välutbildade prioriterar yttrandefrihet och pluralism, vilket de tror kommer att värnas bättre i ett mer "europeiskt" Ukraina än i "ryskt" Ukraina. Arbetarklassen är å sin sida rädd att förlora sina arbeten om Ukraina moderniseras och gamla Sovjetfabriker slår igen. De hoppas att Ryssland kan rädda industrin, höja lönerna och pensionerna (vilka är högre på den ryska sidan gränsen).
I slutet av mars 2014 visade en opinionsundersökning att en tydlig majoritet, eller 66 procent ville tillhöra Ukraina och 27 procent Ryssland. 70 procent av de tillfrågade var emot att man hissade ryska flaggor på offentliga byggnader.
En stor del av befolkningen i Donbass får sin nyhetsförmedling av de ryska TV-kanaler och webbplatser som våren 2014 skildrade det proeuropeiska upproret i Kiev på ett sätt som framhävde de extrema högerkrafterna roll och hur upproret finansierades med ekonomiskt stöd från USA och EU. Den rysktalande befolkningen minns den nationalistiska ukrainska gerillan UPA som ända fram till slutet av 1940-talet slogs med både tyskar, polacker och Röda armén. I Donbass ses UPA endast som en organisation som samarbetade med nazisterna och talar om dem som "banderovtsy", efter Stepan Bandera, som var ledare för gerillans politiska gren.
Fotbollsmatcher lockade dock under våren mer folk än politiska demonstrationer och flera av Dynamo Kievs ultrashuliganer har tagit värvning i Azovbataljonen. Även många rysktalande Sjachtar Donetsk-supportrar är ukrainska nationalister; i maj deltog Tjornomorets Odessa och Metalist Charkiv-fans i gatukravallerna i Odessa på den "ukrainska" sidan. Senare på kvällen dog 37 regeringsmotståndare i en brand i en fackföreningsbyggnad i Odessas centrala del, som har använts som högkvarter för de proryska aktivisterna. Minst 38 dog av bl.a. kolmonoxidförgiftning, och minst åtta då de hoppade ut genom fönstren på den brinnande byggnaden. Branden verkade ha börjat med att proryska aktivister försökte ta kontroll över byggnader i staden. Ett 50-tal personer, varav tio poliser, skadades också i mordbranden, som vissa ansåg att regeringsanhängare låg bakom. Ryska medier rapporterade att det var medlemmar från den högerextrema, ukrainska gruppen Högra Sektorn samt fotbollshuliganer som låg bakom branden och flera sammandrabbningar med regeringsmotståndare. De ska också ha attackerat personer som försökt fly ut ur det brinnande huset. Under dagen skadades 174 personer, och för 25 av dem var tillståndet kritiskt. Enligt den lokala polisen har 130 personer gripits misstänkta för överlagt mord i samband med branden samt för deltagande i kravaller.

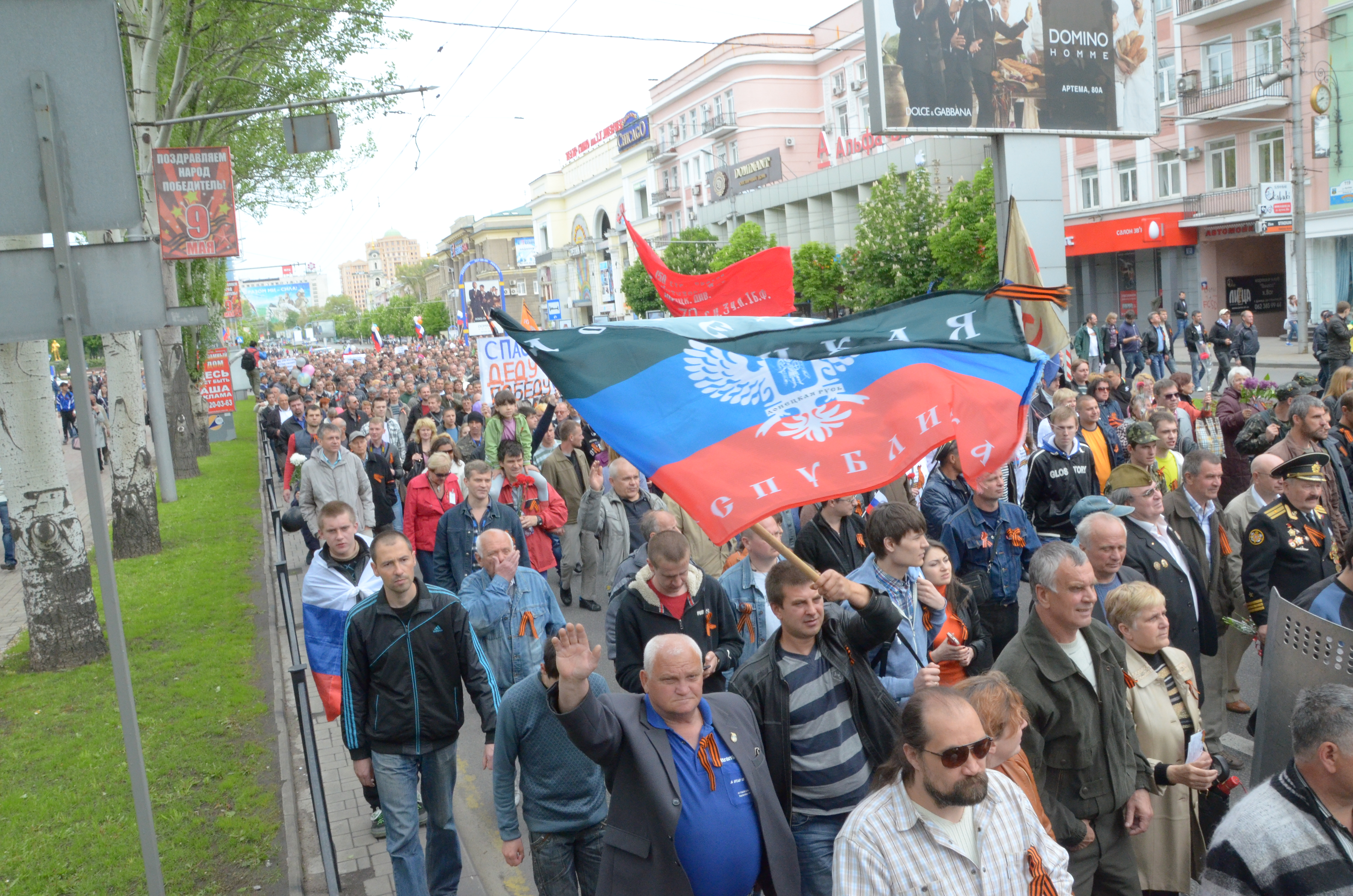
Segerdagsparaden: Proryska protester i Donetsk 9 maj 2014.

Den oberoende ryska dagstidningen Novaja Gazeta publicerade 24 februari 2015 material angående Kremls "ukrainska planer". Enligt det läckta materialet skulle den ryska statsledningen redan i början av februari 2014 (det vill säga före Viktor Janukovytjs avsättande/flykt från posten som Ukrainas president) planerat ett annekterande av Krim och (den ukrainska delen av) Donetskbäckenet. Orsakerna skulle inte i första hand ha varit omsorgen om den ryska minoriteten i områdena utan mer geopolitisk.

### Protester i olika områden (urval)
Charkiv oblast
- Charkiv[25][26][27][28][29]

Cherson oblast
- Cherson[26][30]

Dnipropetrovsk oblast
- Dnipropetrovsk[26][31]

Donetsk oblast
- Donetsk[32][33][34][35][36]
- Mariupol[26][36][37][38]
- Slovjansk[36]
- Kramatorsk[36]
- Jenakijeve[36]
- Horlivka[39]
- Andrejevka[40]

Krim
- Sevastopol[41]
- Simferopol[42]

Luhansk oblast
- Luhansk[26][43]

Mykolajiv oblast
- Mykolajiv[26][44]

Odessa oblast
- Odessa[26][45]

Zaporizjzja oblast
- Zaporizjzja[46]
- Melitopol[26]

### Ockupationer i östra Ukraina
Under våren hölls varje söndag proryska massmöten i Donetsk och andra orter i regionen, med krav på en folkomröstning kring vart östligaste Ukraina ska höra. En möjlig delning av Ukraina mellan väst och öst aktualiserades därmed av vissa.
De proryska protesterna omvandlades under april och maj till regelrätta ockupationer av större delar av Donetsk och Luhansk oblast. Där utropades parallellt separatistiska republiker (Folkrepubliken Donetsk respektive Folkrepubliken Lugansk). Man genomförde "folkomröstningar" (11 maj), och i de två oblasten upphörde den ukrainska säkerhetsapparaten (polis etc) att fungera.
Stora delar av de proryska aktivisterna och senare soldaterna i östra Ukraina sägs enligt uppgift i bland annat Novaja Gazeta komma från Rostovregionen på andra sidan den ryska gränsen. Enligt tidningen bor i regionen cirka 68 000 personer med erfarenheter från Sovjetunionens krig i Afghanistan, Transnistrien eller andra av senare års Rysslandsrelaterade konflikter. Tidningen hävdar också att rekrytering av stridande till olika konflikter numera bland annat sker via sociala medier som Vkontakte.

### Eskalering till krig
Juni 2014 pågick strider mellan Ukrainas militär och väpnade grupper från de separatistiska republikerna i dessa två oblast, bland annat runt grannstäderna Slovjansk (se Slaget om Slovjansk) och Kramatorsk. I Mariupol vid Azovska sjön har företagsledaren Rinat Achmetov organiserat lokala garden för att motverka de proryska miliser. Presidentvalet i Ukraina 2014 den 25 maj kunde på grund av oroligheterna inte genomföras i större delen av de två oblasten; Mariupol med omnejd var ett av de få undantagen.
De nya och ensidigt utlysta republikerna har inte lyckats etablera full kontroll över sina territorier och är sedan april 2014 inblandade i strider mot ukrainska säkerhetsstyrkor, delar av Ukrainas armé och frivilliga förband som vill återföra regionerna under nationell ukrainsk kontroll.
I början av augusti 2014 behärskade folkrepublikerna mindre än hälften av de respektive oblastens territorium, sedan Ukraina bland annat återtagit kontrollen över stora delar av norra och södra delen av Donetsk oblast. Det pågick under sommaren häftiga strider om kontrollen över oblastens gräns mot Ryssland, en kontroll som enligt Ukrainas myndigheter avgör om separatisterna kan få förstärkningar av stridande och krigsmaterial från den ryska sidan.
Ett antal ukrainska helikoptrar, strids- och transportflygplan har under sommaren skjutits ner med hjälp av raketer/luftvärnsrobotar. 17 juli sköts ner ett Boeing 777 tillhörigt Malaysia Airlines över den rebellkontrollerade delen av området med en rysk luftvärnsrobot.

### Flyktingsituationen
Enligt FN:s flyktingkommissariat (UNHCR) har konflikten givit upphov till en omfattande flyktingsituation i östra Ukraina och angränsande delar av Ryssland. Flyktingarna har som orsak till flykten vittnat om väpnade strider, hot, rädsla för kidnappningar och det allmänna sammanbrottet för normala samhällsfunktioner som polis, sjukvård mm. Under tiden januari–juni 2014 hade omkring 110 000 människor flytt från Ukraina till Ryssland och av dessa hade närmare 10,000 begärt ryskt asyl. Därutöver fanns det 54 400 internflyktingar i Ukraina, många av dessa hade flytt från Krim.
I början på augusti meddelade de ryska myndigheter att 730 000 ukrainare tagit sig över gränsen till Ryssland sedan början av året, en siffra som UNHCR bedömer är trovärdig. Vid samma tid fanns ytterligare 117 000 på flykt inom Ukrainas gränser, en siffra som enligt UNHCR ökar med 1 200 människor om dagen.
Röda Korset anslår, att runt fyra miljoner invånare i östra Ukraina på ett eller annat sätt är påverkade av striderna. En uppgörelse från FN visar, att minst 2 000 människor har dödats under den pågående konflikten. Den övervägande delen är civila. Den ryska utrikesministeren Sergej Lavrov meddelade 28 augusti att flyktingarna då var nära en miljon, vilket UNHCR några dagar senare också bedömde som möjligt – de rapporterade samtidigt att 280 000 var på flykt inom Ukrainas gränser. Det är dock svårt att få fram ett precist antal då många flyktingar inte registreras och bor hos släkt och vänner. Ukrainska medborgare kan också vistas i Ryssland upp till tre månader utan visum eller annan registrering. 50 000 flyktingbarn i skolpliktiga åldern kommer att börja i ryska skolor vid terminstarten. Det har också beslutats att alla ålderspensionärer ska tilldelas rysk pension.

### Fortsättning
Under våren 2014 skedde proryska demonstrationer i hela östra och sydöstra Ukraina, medan stadshusockupationerna skedde i öst samt på Krim. Sedan Krim annekterats av Ryssland och det väpnade upproret tagit fart i Donetsbäckenet har demonstrationerna i övriga delen av landet avtagit eller upphört. I början av augusti 2014 rensades också en del av Självständighetstorget i Kiev från resterna av vinterns "Euromajdan-läger".
Sedan augusti 2014 har proryska styrkor (med enligt många bedömare omfattande stöd från Ryska federationen) på nytt intagit alla områden söder om en linje Luhansk–Horlivka–Donetsk samt fram till ett par mil öster om Mariupol. En rad eldupphör har utlysts och brutits, och internationella förhandlingar om vapenvila i Minsk, med statscheferna för Ryssland, Ukraina, Tyskland, Frankrike samt ledarna för folkrepublikerna Donetsk och Luhansk i februari 2015 ledde inte till något definitivt resultat. Samma månad publicerade den ryska oberoende dagstidningen Novaja Gazeta uppgifter som skulle göra gällande att både Rysslands annektering av Krim och en befarad/möjlig motsvarighet av den ukrainska delen av Donetskbäckenet skulle varit planerad sedan början av januari 2014.
Civila i stridsområdena har utsatts för mord, tortyr och kidnappningar från båda sidor.

### Fångar och fångutväxlingar
Ett antal personer har under konflikten/kriget tillfångatagits av de olika sidorna. En del av dessa befinner sig fortfarande i fängelse. Andra, som Nadija Savtjenko, Oleg Sentsov och Aleksandr Koltjenko, har frigivits som del av fångutväxlingar.
Det satt år 2015 minst fem och år 2019 minst tre ukrainska medborgare i ryska fängelser som en följd av brott begångna under konflikten mellan Ryssland och Ukraina. Ryssland anser att flera av dessa, som varande från Krim, är ryska medborgare.
- Oleg Sentsov, terrorbrott på Krim.
- Aleksandr Koltjenko, medhjälp till terrorbrott på Krim.
- Gennadij Afanasiev, medhjälp till terrorbrott på Krim.
- Oleksij Tjyrnij, medhjälp till terrorbrott på Krim.
- Jurij Jatsenko, planering av terrordåd i Kursk.
- Bohdan Jarytjevskij, planering av terrordåd i Kursk. (Deporterades till Ukraina 2014)
- Jurij Solosjenko, spionage.
- Stanislav Klich
- Mykola Karpjuk
- Achtem Tjijgoz

## Konfliktens utveckling

### 2014

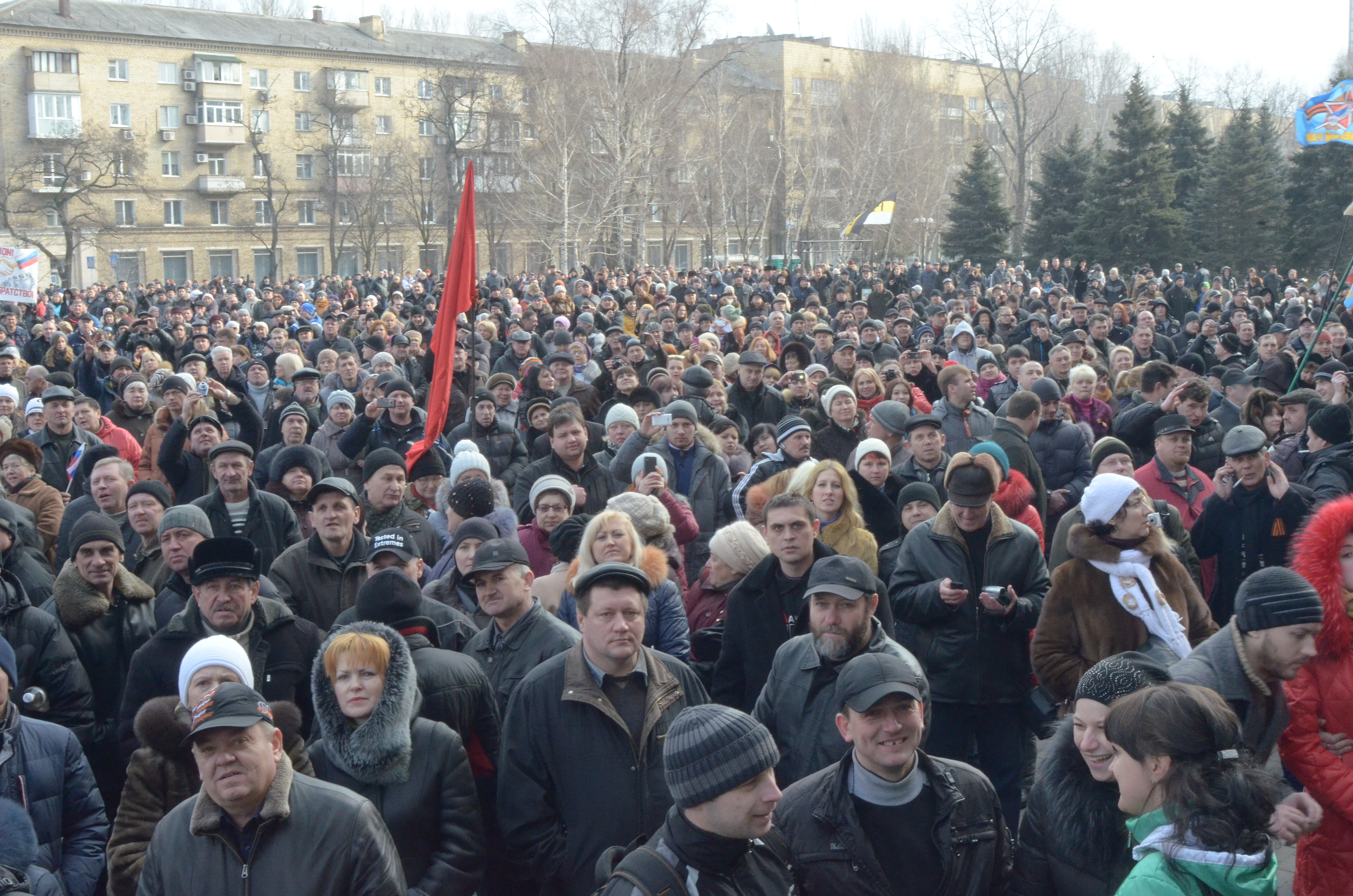
Proryska protester i Donetsk 1 mars 2014.

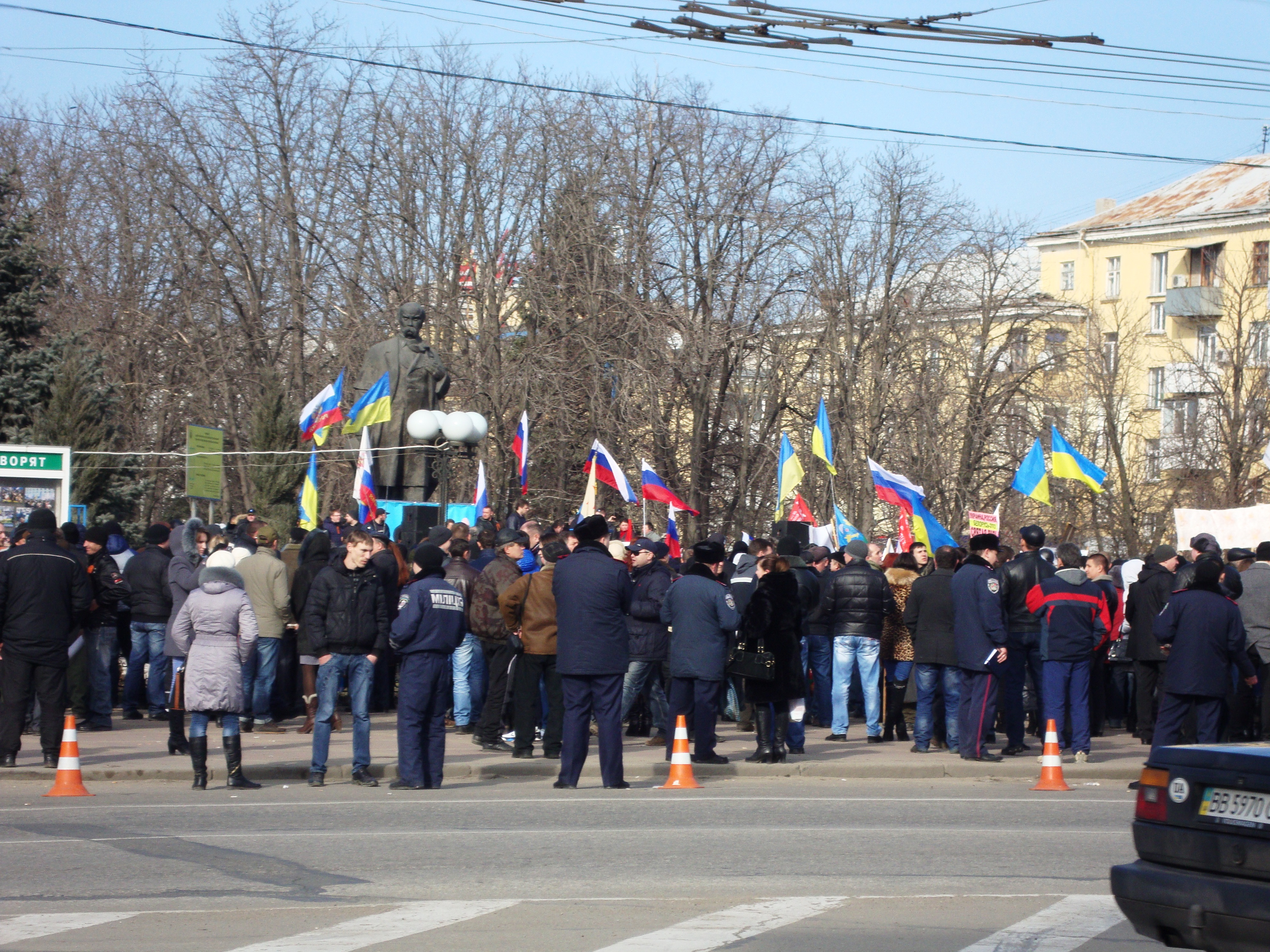
Protester i Luhansk, där både ukrainska och ryska flaggor vajade 1 mars.

#### Februari
Den 28 februari sattes den ryska flaggan upp ovanför den lokala regeringsbyggnaden i Donetsk.[källa behövs]

#### Mars
Den 2 mars demonstrerade tusentals proryska demonstranter i Donetsk. Liknande proryska protester förekom i en rad andra städer i östra och södra Ukraina, inklusive Charkiv, Dnipropetrovsk, Mariupol, Melitopol, Cherson, Mykolajiv och Odessa. I Charkiv, där ukrainska och ryska har ungefär lika många modersmålstalare, utbröt våldsamma sammandrabbningar i samband med demonstrationerna. Dagen efter, den 3 mars, meddelade ukrainska tullmyndigheten att de hade sett ryska "militära fordon" längs den ryska gränsen vid Charkiv, Luhansk och Donetsk.[källa behövs] Den 7 mars rapporterades att den ukrainska flaggan åter vajade över den regionala parlamentsbyggnaden i Donetsk. Ukrainska säkerhetstjänsten omhändertog 75 personer (inklusive Pavel Gubarev, den självutnämnde "folkets guvernör") som ockuperat byggnaden, för förhör.
Våldsamheter utbröt den 13 mars i Donetsk mellan proryska och Kiev-vänliga demonstranter. Tre personer avled och 17 skadades under sammandrabbningarna. Under de kommande dagarna fortsatte våldsamheterna i Donetsk och spred sig även till Charkiv, där ukrainska ultranationalister öppnat eld mot proryska demonstranter. De proryska demonstranterna ska sedan ha attackerat nationalisternas högkvarter varvid två personer dog. Händelsen uppmärksammades av det ryska utrikesministeriet som en del av sin utrikespolitik. Den 16 mars stormade proryska demonstranter den ukrainska säkerhetstjänstens högkvarter och åklagarkontoret i Donetsk. Demonstranterna krävde att tidigare gripna proryska anhängare skulle släppas. I Charkiv bröt sig proryska aktivister in på ett kulturcentrum där de slet ut ukrainskspråkiga böcker och satte eld på dem.

#### April
Den 1 april beslutade det ukrainska parlamentet att godkänna Nato-trupper på ukrainskt territorium i vad som kallades "en gemensam militärövning". Parlamentet beslutade även att de paramilitära självförsvarsgrupper som bildats under den politiska krisen ska avväpnas. Av de 450 ledamöterna var 256 närvarande och röstade för besluten, ingen röstade emot. Den 3 april chockhöjde Ryssland priset på gas till 485 dollar per 1 000 kubikmeter för Ukrainas statliga gasbolag Naftogaz. Två dagar senare, den 5 april, krävde Ryssland även tillbaka 11,4 miljarder dollar för de rabatter på gaspriset som Ukraina hade haft sedan 2010. Det höjda gaspriset och kraven på återbetalning var ett sätt för Ryssland att sätta ekonomisk och politisk press på Ukraina.

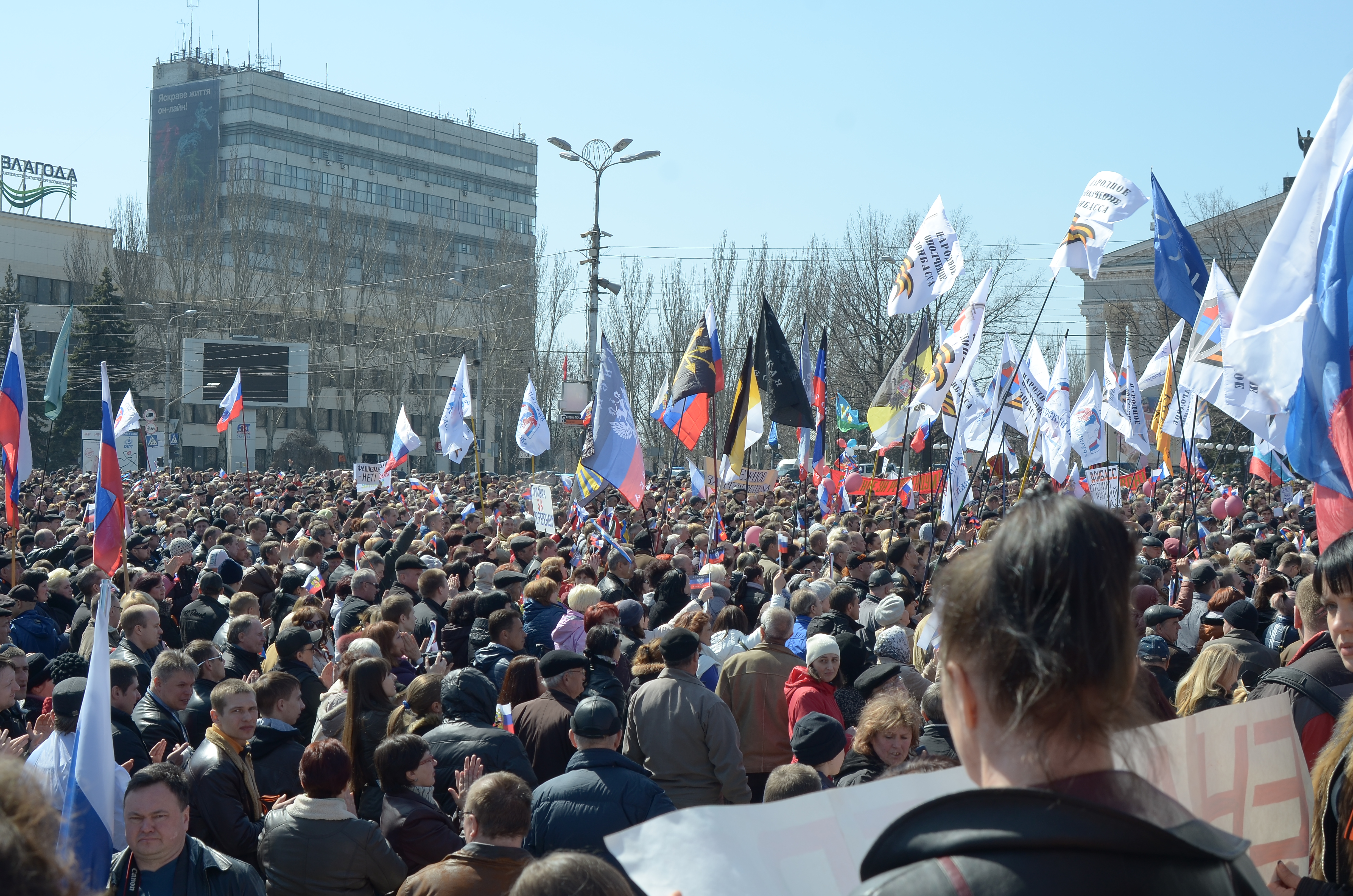
Donetsk 6 april 2014

Samma dag, den 5 april, greps enligt Ukrainas säkerhetstjänst 15 personer misstänkta för förberedelse till ett väpnat uppror i Luhanskprovinsen. Männen ska enligt de ukrainska myndigheterna ha planerat att ta över provinsens administrativa byggnad med våld. Den 6 april stormade proryska demonstranter Donetsk regeringsbyggnad och hissade sedan den ryska flaggan från byggnadens tak. En folkmassa stormade den statliga säkerhetspolisens lokalkontor i Luhansk och beslagtog vapen därifrån. Demonstranter reste barrikader på en av huvudgatorna i Luhansk medan den ukrainska polisen blockerade infartsvägarna till staden.

##### De proryska separatisterna ber Ryssland om hjälp
De proryska grupperna i Donetsk bad den 7 april Ryssland om militär hjälp utifall att de regeringstrogna styrkorna skulle försöka jaga bort dem från administrationsbyggnaden. De proryska demonstranterna utropade autonoma folkrepubliker i städerna Donetsk och Charkiv. En folkomröstning planerades till den 11 maj om att ansluta sig till Ryssland. På kvällen stormades det lokala TV-tornet av demonstranter som krävde att ryska kanaler åter skulle visas. Dagen efter, den 8 april, varnade Ryssland Ukraina för att ingripa militärt i landets sydöstra delar och menade på att inbördeskrig kunde utbryta. Ukrainas inrikesdepartement utlyste en antiterror-insats och ukrainska specialstyrkor tog tillbaka kontrollen över Charkivs administrationsbyggnad. Slagsmål utbröt i Ukrainas parlament mellan kommunistpartiets ledare Petro Symonenko och flertalet övriga, inte minst nationalistiska, parlamentsledamöter. Symonenko anklagade andra ledamöter för att ha orsakat krisen genom att störta presidenten Viktor Janukovytj och kaos utbröt.

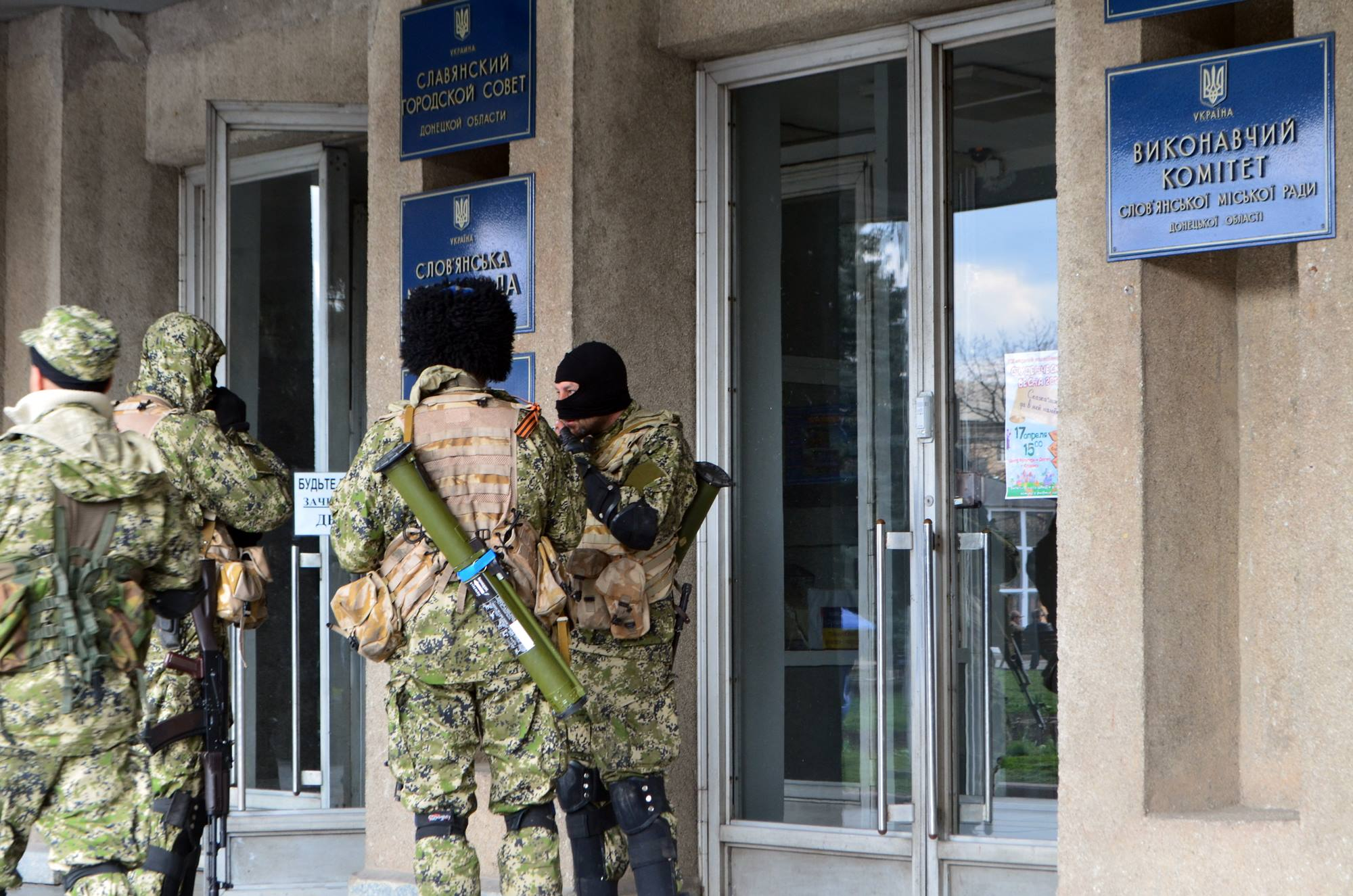
Prorysk milis på vakt utanför stadshuset i Slovjansk 14 april.

Den 12 april ockuperade demonstranter åklagarmyndighetens och inrikesministeriets respektive byggnader, samt rådhuset i Jenakijevo. Den 13 april blev tre personer dödade och sju skadade i vad regeringen kallade en "antiterroristoperation" i staden Slovjansk, där en polisstation dagen innan ockuperades av rysksinnade regeringsmotståndare. Regeringsmotståndarna och vad som beskrevs som "oidentifierade uniformerade män" barrikaderade flera ockuperade byggnader. Vägspärrar byggdes upp i utkanterna av staden och den proryska milisen rekryterade äldre kvinnor som bildade levande sköldar vid vägspärrar och barrikader. Stadens borgmästare Nelja Stepa flydde och kontrollen över staden övertogs av de ryskvänliga trupperna.Chefen för USA:s underrättelseorganisation CIA John Brennan var samma dag på besök i Kiev. Ryssland såg detta som bevis för att den amerikanska underrättelsetjänsten skulle ligga bakom den ukrainska regeringens beslut att sätta in militär i östra Ukraina.Rysslands utrikesdepartement kallade Ukrainas tillförordnade president Oleksandr Turtjynovs beslut att mobilisera armén för brottsligt och lade ansvaret för att undvika inbördeskrig i Ukraina på väst. Samtidigt pekade USA, Nato och EU ut Ryssland som inblandade i de separatistiska aktionerna i östra Ukraina och uppmanade landet att dra tillbaka sina trupper från gränsen.

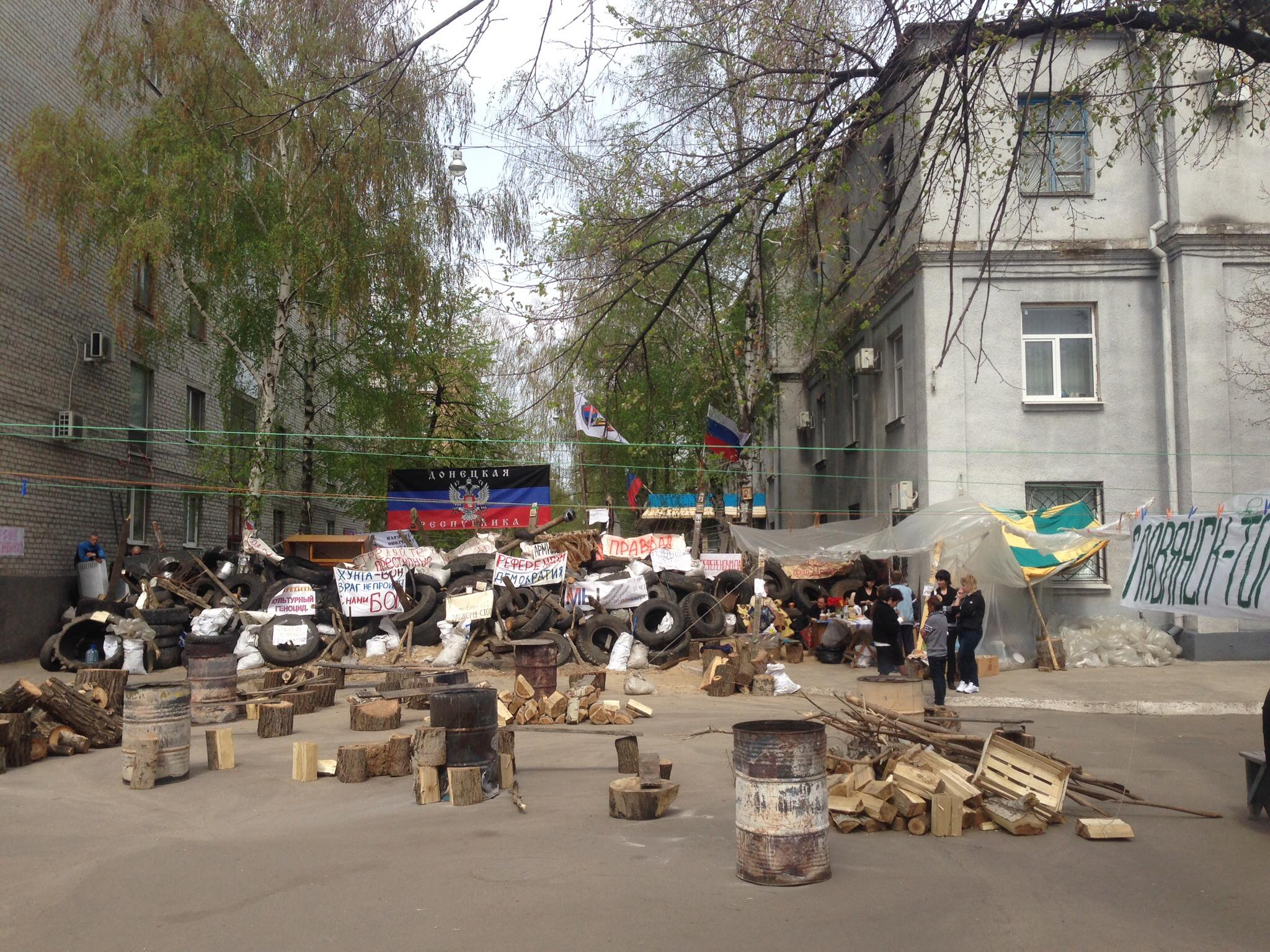
Gatubarrikader i Slovjansk runt den 20 april.

Den 14 april ockuperades den lokala polisstationen i Horlivka, och blev därmed den sista större staden i Donetskregionen att tappa kontrollen över myndighetsbyggnader till de proryska trupperna. Polischefen i Horlivkas blev avsatt med våld, men många vanliga poliser bytte sida, något som skett tidigare i övriga Donetskregionen. I Kiev samlades demonstranter under kvällen på Självständighetstorget för att protestera mot  regeringen Jatsenjuks sätt att sköta situationen i östra Ukraina. De krävde att den tillförordnade presidenten Oleksandr Turtjynov och inrikesministern Arsen Avakov skulle avgå eftersom de enligt demonstranterna inte hade klarat av att sköta situationen i östra Ukraina. Regeringen i Kiev påbörjade en militäroperation i de norra delarna av regionen Donetsk, men hade problem med att få trupper till området då Ukrainas armé inte hade några förband i denna delen av landet. Pansarfordon och militär fick därför förflyttas en lång väg över landet. Väl på plats uppstod ett logistiskt problem då armén inte heller hade några förband som militärbaser i området. Skottlossning och explosioner utbröt i utkanterna av Slovjansk i samband med att pansarfordon åkte mot staden. Dagen därpå, den 15 april, gick ukrainska armén in i Kramatorsk. Helikoptrar landsatte soldater i staden och armén återtog flygfältet utanför Kramatorsk som tidigare hållits av proryska grupper. Rysk tv rapporterade om fyra till elva dödade.
Strax före klockan tio på morgonen den 16 april anlände en kolonn av fyra ukrainska stridsvagnar, åtföljda av ett antal trupptransportfordon, in till centrala Kramatorsk. Från en av dem vajade en rysk flagga. Soldaterna i kolonnen bar samma typ av uniformer som de ryska trupperna använde vid ockupationen av Krim. Regeringen i Kiev svarade med att sätta in stridsflyg som under dagen cirkulerade över staden. Sex bepansrade militärfordon från den ukrainska armén  försedda med ryska flaggor sågs under förmiddagen i städerna Slovjansk och Kramatorsk. Militärfordonen hade tillfallit separatiserna i samband med den ukrainska anti-terroroperationen. Det fanns även en mängd ukrainska soldater som bytte sida, bland annat Ukrainas 25:e fallskärmsjägardivision från Dnipropetrovsk. Fallskärmsjägardivisionen upplöstes dagen efter av den ukrainska regeringen.

##### Toppmöte i Genève och OSSE-medling
Den 17 april dödades tre proryska regeringsmotståndare i Mariupol av det ukrainska nationalgardet och polisen vid en sammandrabbning då cirka 300 proryska separatister försökte ta kontrollen över den ukrainska flottbasen vid Azovska sjön. Vid händelsen skadades ytterligare 13 personer och över 63 personer tillfångatogs. Ukrainska regeringen införde inreseförbud för ryska män mellan 16 och 60 år. Detta gällde även för män från det ryskockuperade Krim. Samma dag enades Ukraina, Ryssland, EU och USA på ett möte i Genève om att vidta åtgärder för att trappa ned spänningen i Ukraina och att avhålla sig från våld. Parterna var överens om att kräva att beväpnade grupper avväpnas, att ockuperade byggnader återbördas, samt att gator och torg som ockuperats ska tömmas. Proryska protestanter som deltagit i oroligheterna mot Kiev-regeringen får amnesti, förutom de som gjort sig skyldiga till brott. OSSE ska få en ledande roll att medla i den ukrainska krisen.

Några dagar senare, 20 april, dödades sex personer vid byn Bylbasivka öster om Slovjansk i en skottväxling mellan extremiströrelsen Högra Sektorn och proryska trupper vid en vägspärr. Den 25 april fördes en grupp med militära OSSE-observatörer – varav en svensk – bort av proryska trupper i Slovjansk, efter misstanke om spionage. Gruppen bjöds in av Ukrainas regering, leddes av Tyskland och arbetade med stöd från organisationen OSSE. Två dagar senare, 27 april, släpptes den svenske OSSE-observatören Thomas Johansson av medicinska skäl. I slutet av månaden, 30 april, beviljades Ukraina ett tvåårigt stödpaket på över 12 miljarder euro av Internationella valutafonden IMF. I stödpaketet ställdes bland annat krav om att landet genomför reformer inom finans- och energisektorn och höjer konsumentpriset på gas som sedan länge har varit subventionerad av ukrainska staten. Lånets första delbetalning på nästan två och en halv miljard euro betalades ut omedelbart.

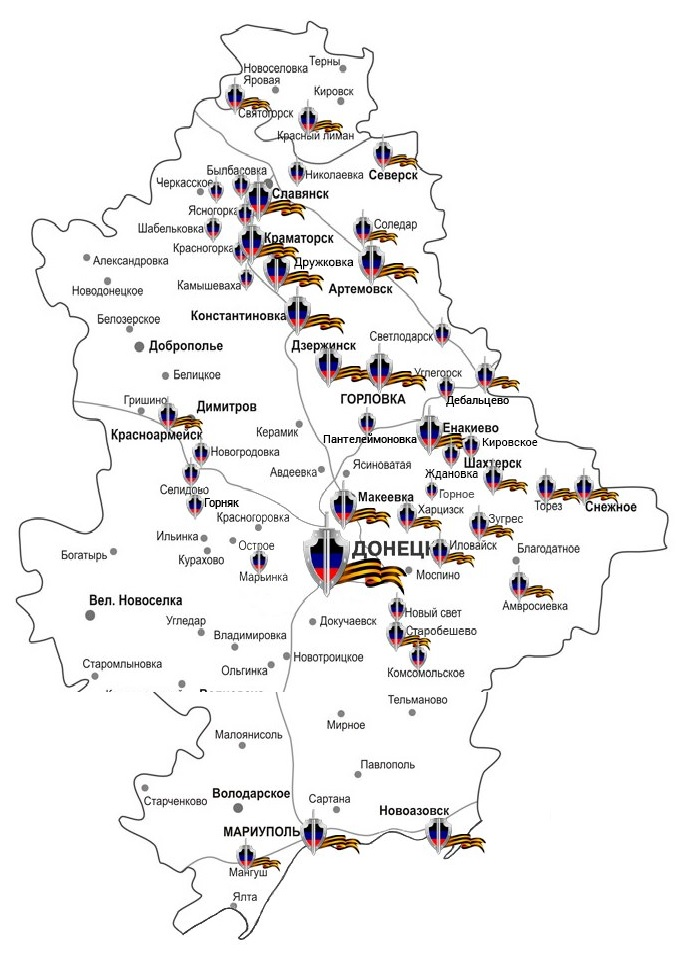
Orter i Donetsk oblast där den utropade folkrepubliken tagit över kontrollen i slutet av april 2014.

#### Maj
Den 1 maj uppgav IMF att löftet om ett stort stödpaket till Ukraina kommer att ses över, ifall landet förlorar kontrollen över de östra delarna av landet. Samma dag beslutade Ukrainas regering att återinföra allmän värnplikt, för att kunna kalla in män i åldern 18–25 år. Dagen därpå, den 2 maj, sköts två av den ukrainska arméns militära attackhelikoptrar (Mil Mi-24) ned av proryska trupper i närheten av Slovjansk. Båda piloterna dog. Dödsfallen skedde i samband med att de regeringstrogna styrkorna försökte återta kontrollen över Slovjansk. Två civila dog under slaget om staden. Med anledning av krisen i Ukraina bad Ryssland FN:s säkerhetsråd att sammanträda. Ryssland hävdade att den ukrainska regeringen begick ett brott genom att sätta in armén i de östra delarna av landet.

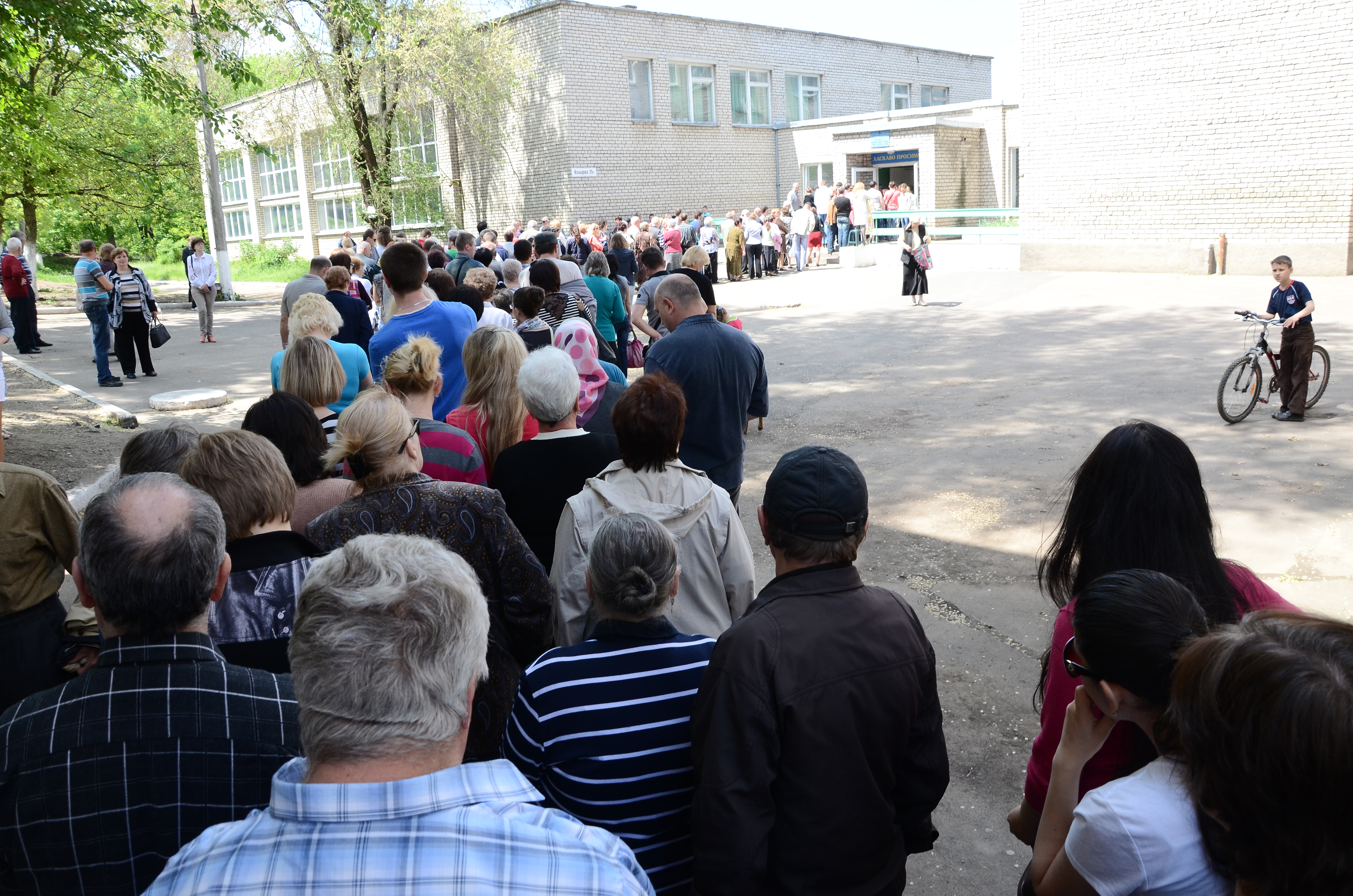
11 maj Folkomröstning i östra Ukraina

Samma dag spred sig våldsamheterna även till Odessa där en regeringsanhängare sköts ihjäl under sammandrabbningar mellan regeringsmotståndare som demonstrerade för utökad regional autonomi och nationalistiska demonstranter som demonstrerade för ett enat Ukraina. Även militanta fotbollshuliganer från klubbarna Tjornomorets Odessa och Metalist Charkiv deltog i oroligheterna. Ytterligare tre människor dödades. Senare på kvällen dog 37 proryska demonstranter i en brand i en fackföreningsbyggnad i Odessas centrala del. Byggnaden hade använts som högkvarter för de proryska anhängarna. Minst 23 dog av kolmonoxidförgiftning, och minst åtta då de hoppade ut genom fönstren på den brinnande byggnaden. Ett 50-tal personer, varav tio poliser, skadades också i branden.

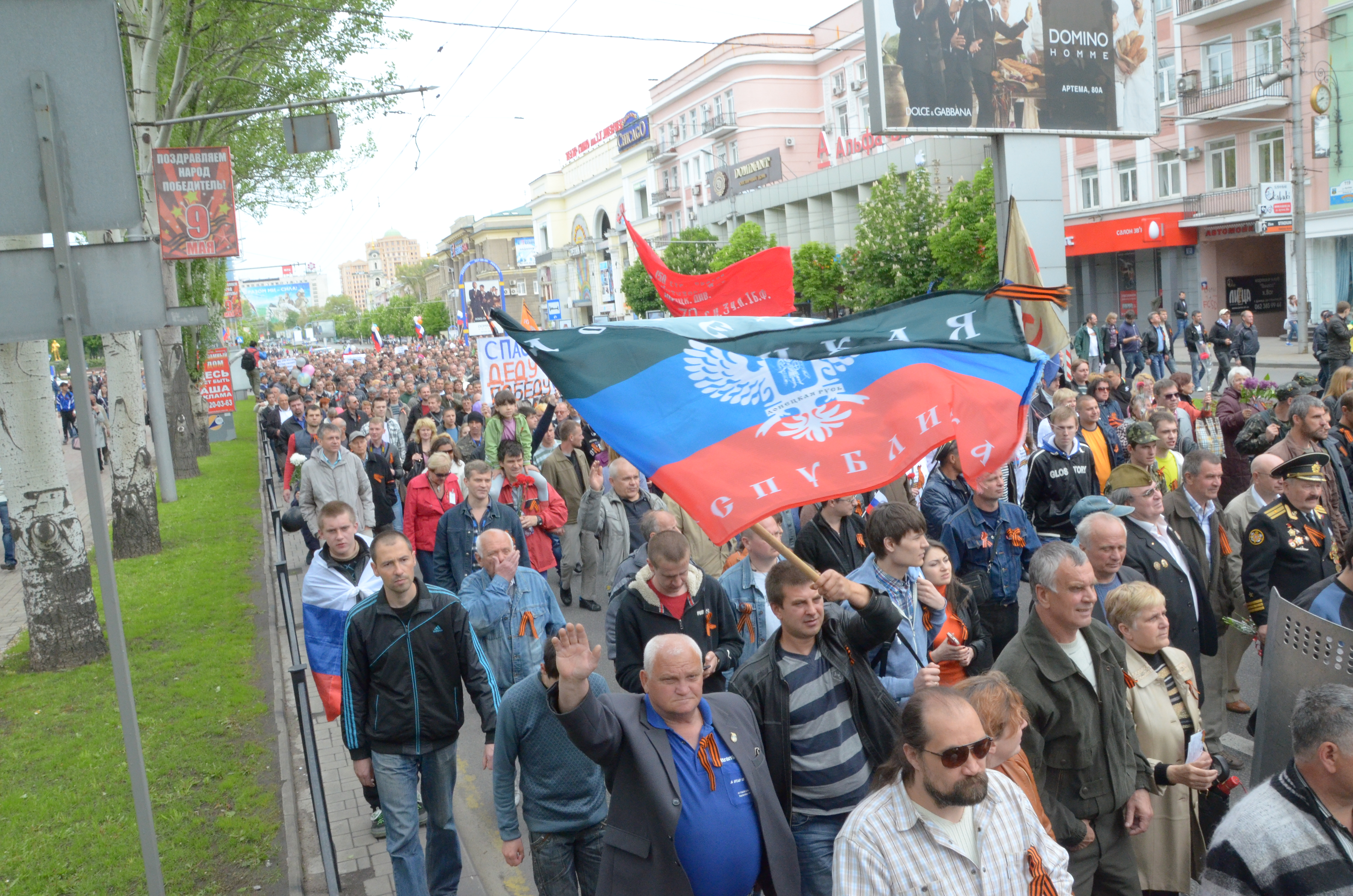
Segerdagsparaden: Proryska protester i Donetsk 9 maj 2014.

Under natten den 3 maj förekom strider i närheten av Kramatorsk där 10 personer dog och 30 skadades. Ukrainas militär tog kontroll över tv-tornet i staden. Samtidigt återupptog ukrainska armén sin attack mot de proryska separatisterna i närliggande Slovjansk, där deras högkvarter besköts av prickskyttar. Den 9 maj dödades sammanlagt 20 proryska aktivister och ukrainsk säkerhetspersonal i sammandrabbningar i Mariupol.

Den 10 maj rapporterade Ukrainska Kyiv Post om att den ukrainska militären under operationen mot de proryska separatisterna arresterat en grupp beväpnade män i närheten av Slovjansk. Förutom vapen och ammunition meddelade militären att de beslagtagit 100 000 röstsedlar inför folkomröstningen den 11 maj i Donetsk och Luhansk, röstsedlar som redan var märkta som Ja. Inför omröstningen ockuperade de proryska separatisterna 80 skolor i staden Donetsk.

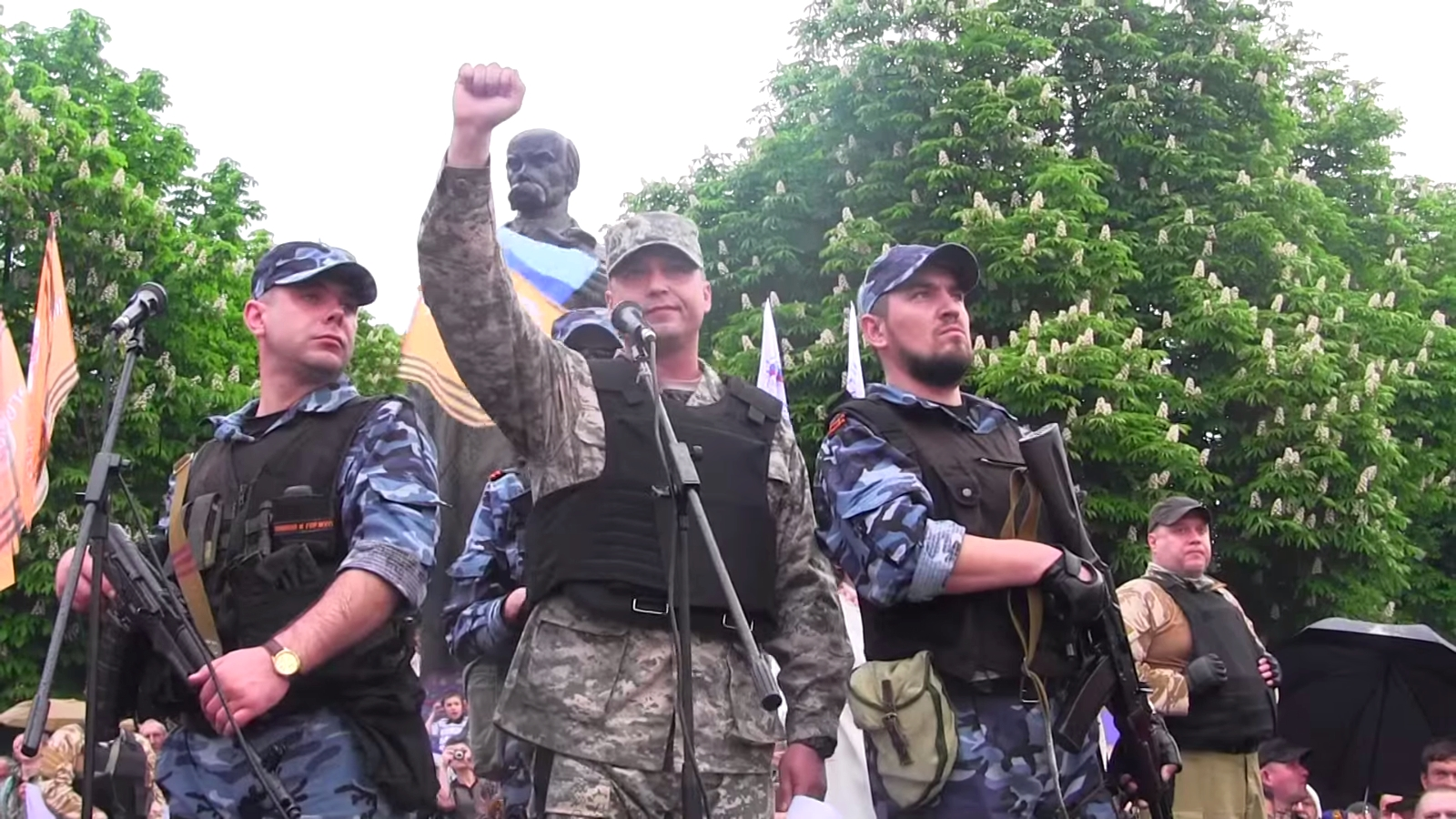
Ledaren för Folkrepubliken Lugansk, Valerij Bolotov, utropar republikens självständighet den 11 maj.

Den 11 maj hölls de ensidigt utlysta folkomröstningarna i Donetsk- och Luhansk-oblasten om självständighet för de så kallade "folkrepublikerna". Separatisterna meddelade att 90 procent av de röstande uttalade sig för full självständighet för regionerna. Ukraina och USA avfärdade den obevakade omröstningen och dess icke-verifierade resultat. Mellan den 14–16 maj satte Rinat Achmetov, "Ukrainas rikaste man" ägare till stålverket Sjachtar Donetsk med flera, in tusentals av sina totalt 300 000 gruv- och stålverksarbetare i fredsbevarande aktioner i Mariupol. Den 16 maj var lugnet återställt i staden. Bedömare såg Achmetovs åtgärder som ett sätt att säkra sin egen regionala makt som oligark (som hotats av proryska separatister) än som en medveten hjälp till regeringen i Kiev. Samtidigt inleddes trevande samtal mellan representanter för regeringen i Kiev och politiker från östra Ukraina. Ukrainas regering vägrade dock att diskutera med de proryska separatisterna (som utropat "självständiga" republiker i Donetsk- och Luhansk-regionerna), så länge som de ägnar sig åt ockupationer och väpnade attacker mot civila.
Den 22 maj dödas minst 14 ukrainska soldater i en prorysk rebellattack i Volnovakja. Den 25 maj dödas en italiensk fotograf och hans ryska assistent utanför Slovjansk. Mellan den 26–27 maj krävdes fler än 30 dödsoffer efter strider vid Donetsk flygplats, där Ukrainas regering hävdade att de återtagit kontrollen över flygplatsen. Den 29 maj dödades minst 14 ukrainska militärer, bland dem generalen Volodymyr Kultjitskyj, när en ukrainsk arméhelikopter sköts ned med en luftvärnsrobot i byn Mandrytjino utanför Slovjansk. Dagen efter, den 30 maj, förflyttades 177 barn och deras 22 ledsagare från Slovjansk till Krim. De tillhörde en grupp på cirka 200 barn från Slovjansk och Donetsk som ursprungligen skulle ha rest på Arteks sommarläger.

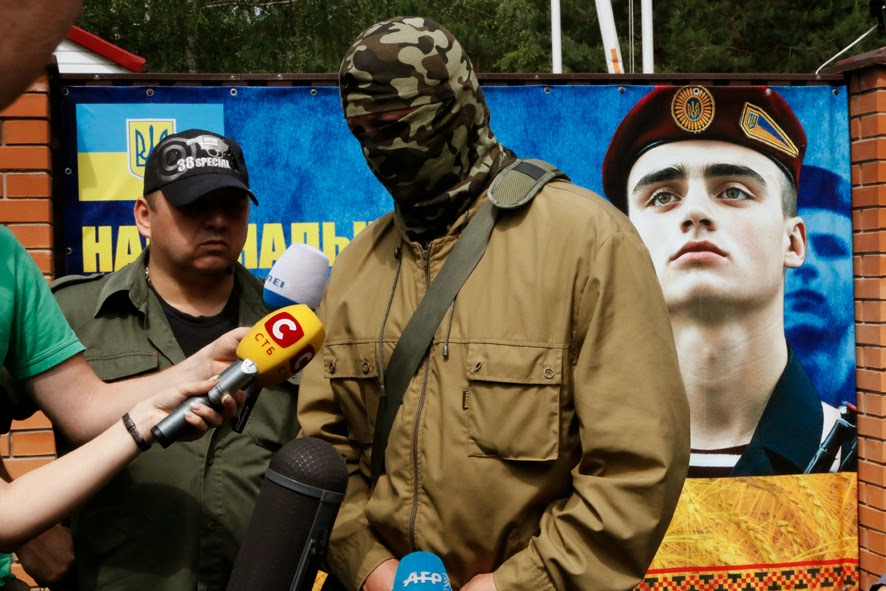
Semen Sementjenko, ledare av den proukrainska Donbassbataljonen (2 juni 2014).

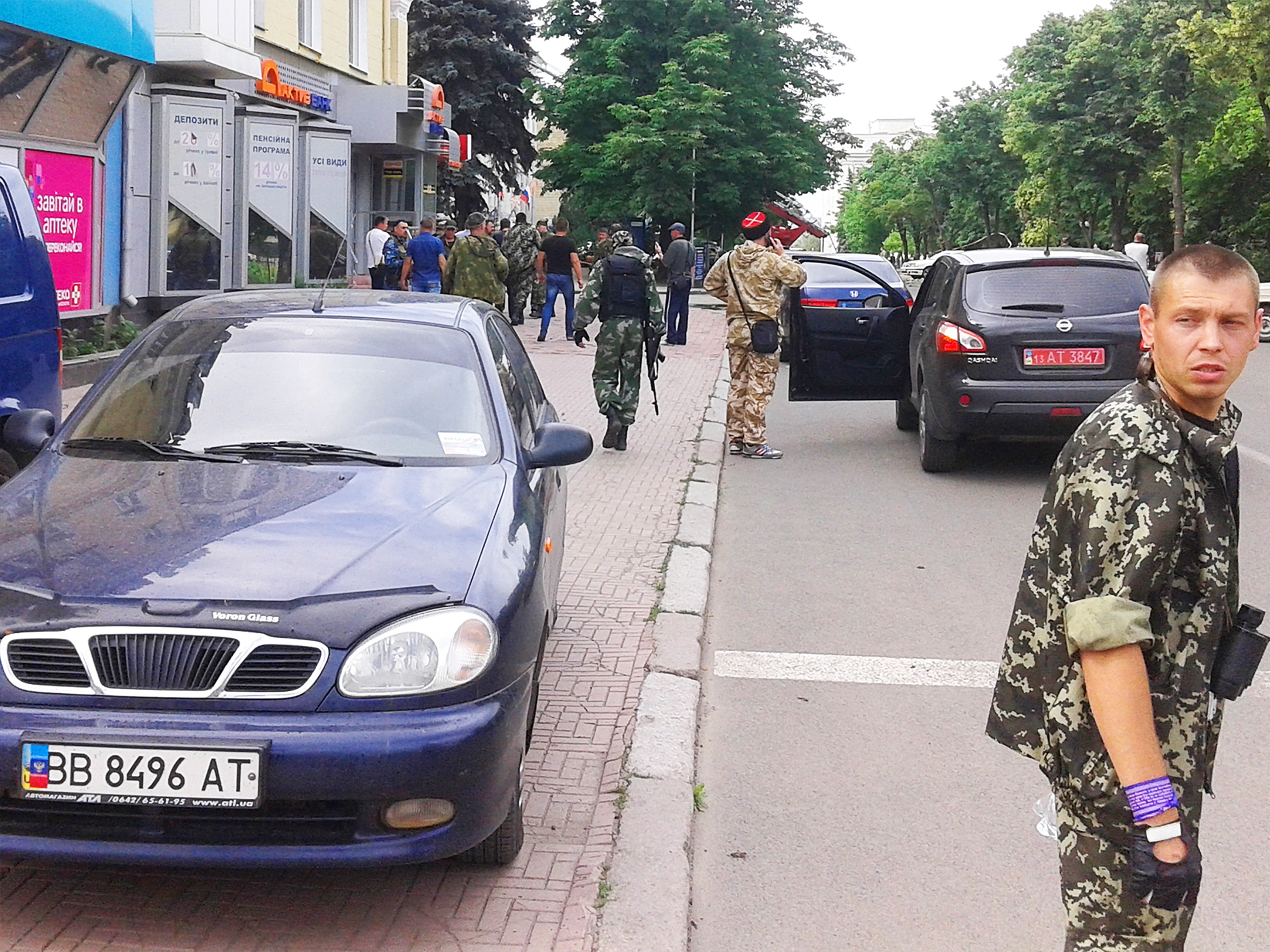
Medlemmar av prorysk milis i Luhansk, 2 juni 2014.

#### Juni

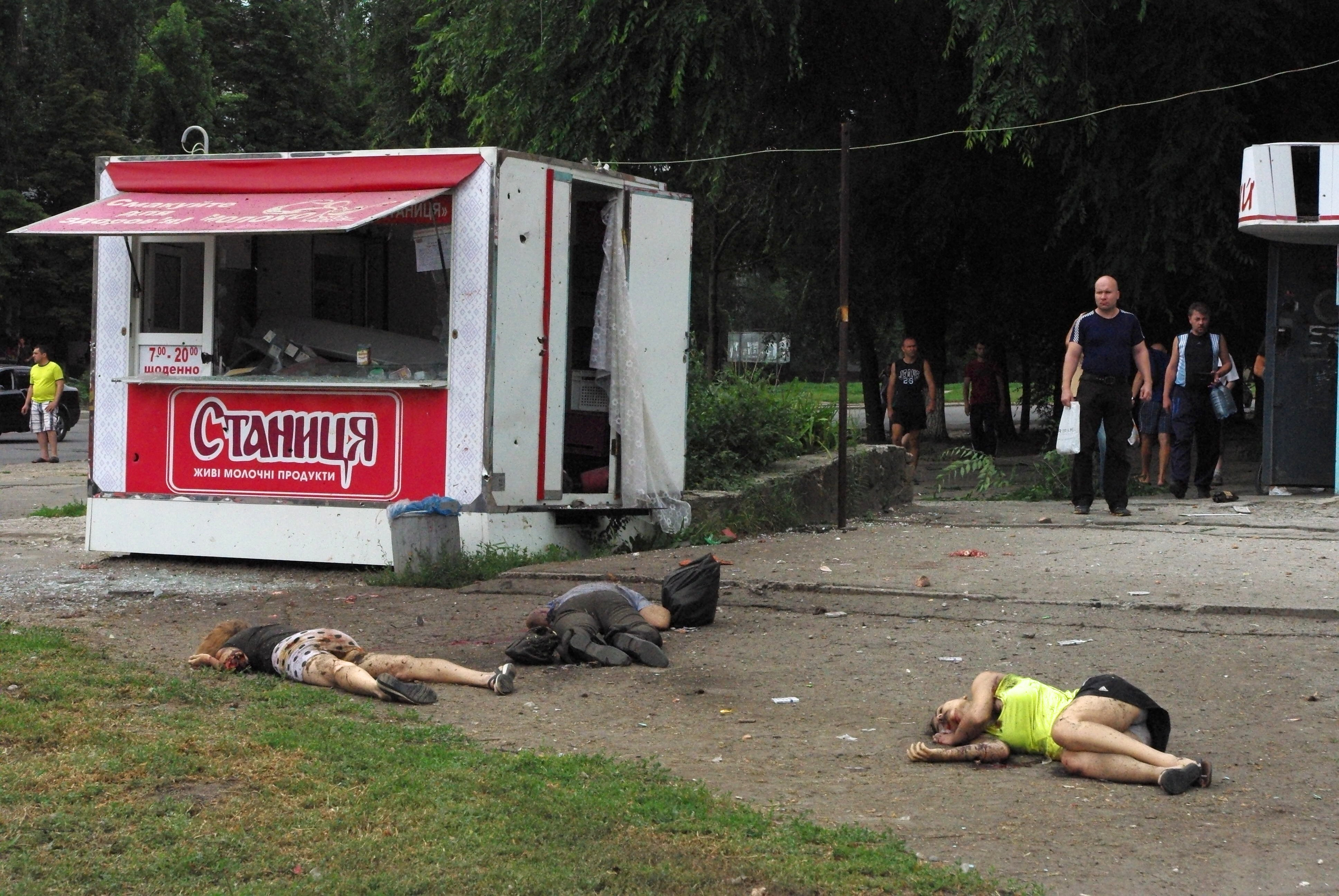
Luhansk, 18 juni 2014

Den 2 juni dödades minst fem separatister i samband med en eldstrid där ett hundratal proryska separatister attackerade Ukrainas center för gränskontroller i Luhansk oblast. I samband med att Petro Porosjenko den 7 juni svors in som president lade han fram en fredsplan. Denna skulle innehålla viss regional autonomi och decentralisering av makten. Två personer dödades och två skadades den 12 juni när en minibuss som tillhörde Denis Pusjilin – ledaren för Folkrepubliken Donetsk – sprängdes i luften. Pusjilin, som själv inte var i bilen, sa att de döda var hans assistent samt en säkerhetsvakt.Den 13 juni sköt proryska separatister ned ett ukrainskt militärflygplan av typen Iljusjin Il-76, där alla nio i besättningen samt 40 fallskärmssoldater ombord dog. Transportflygplanet som transporterade soldater och militär utrustning sköts ned i närheten av byn Novohrodivka, under inflygning till Luhansk. Demonstranter attackerade den ryska ambassaden i Kiev den 14 juni. Ryssland protesterade efter händelsen mot vad man uppfattade som en underlåtenhet att ingripa från de ukrainska myndigheternas sida. Den 17 juni avled den ryska tv-reportern Igor Korneljuk i Luhansk till följd av skador från vad som tros vara en mina eller en granat. Den ukrainska generalen Oleksandr Kuzmuk rapporterade att cirka 900 militanta separatister i tungt beväpnade fordon hade trängde in i Ukraina över den ukrainsk-ryska gränsen. Två T-72-stridsvagnar bemannade av separatister iakttogs därefter i Donetsk, meddelade Ukrainas statliga säkerhetsråd.
Den 18 juni erkände den omstridda staten Sydossetiska republiken Folkrepubliken Lugansk som en självständig stat. Samma dag lade president Petro Porosjenko fram en 14-punktsplan för fred. Den innehöll vapenvila och en påföljande nedrustning och därefter amnesti för stridande som inte hade begått allvarliga brott samt fri väg ut ur landet för dem som ville lämna Ukraina. Planen avslogs omgående av separatisternas ledare. USA:s OSSE-ambassadör fördömde Rysslands bristande vilja att stoppa flödet av vapen och militanta över gränsen in i Ukraina. Dagen därefter, den 19 juni, påbörjades ett fältslag runt byn Jampil i norra delen av Donetsk oblast. Omringade separatister försökte att bryta sig ut från byn och ta sig längre söderut. Både separatisterna och ukrainska militären använde stridsvagnar i striderna. Ett ukrainskt befäl beskrev att: "Det pågår ett fältslag av en storlek som inte liknar något vi tidigare varit med om." En talesperson för separatistmilisen i Donetsk meddelade att de under slaget i Jampil hade skjutit ner ett ukrainskt attackflygplan av typen Suchoj Su-25.
Den 20 juni utropade Ukrainas president Porosjenko en sju dagar lång vapenvila, i enlighet med den tidigare presenterade fredsplanen. Tidigare på dagen rapporterades att en militärkolonn korsade gränsen mellan Ryssland och Ukraina in i Donetsbäckenet, tills den slutligen nådde Horlivka. Kolonnen inkluderade minst två T-64B-stridsvagnar, fem pansarskyttefordon och några rullande raketartillerisystem av typen BM-21 Grad. Ett av pansarskyttefordonen beslagtogs av ukrainsk militär, och försvarsministeriet hävdade att rysk dokumentation hade hittats ombord på fordonet. Efter både ukrainsk och rysk medling gick representanter för de båda folkrepublikerna Donetsk och Lugansk den 23 juni med på en vapenvila fram till 27 juni.
Vladimir Putin avskrev den 24 juni formellt planerna på en rysk militär intervention i östra Ukraina, efter att separatistledarna gått med på vapenvilan som Kiev föreslagit. Han varnade dock för att beslutet inte innebar att Ryssland inte skulle försvara etniska ryssar bosatta i Ukraina och proryska ukrainare. Den 24 juni uppgav Ukrainas militär att en av dess helikoptrar, en Mil Mi-8, skjutits ner av proryska rebeller nära Slovjansk. Alla nio ombord skulle ha dödats. Alexander Borodaj, ledare för Folkrepubliken Donetsk, meddelade samma dag att parlamenten i hans republik och den i Folkrepubliken Lugansk hade röstat igenom en union mellan de båda republikerna.
- 25 juni – Ytterligare en rysk militärkolonn tog sig igenom gränsövergången vid (zvarino. Konvojen innehöll två stridsvagnar, fem lastbilar och flera pansarfordon.[138]

- 26 juni – En militärbas tillhörande Ukrainas nationalgarde i Donetsk attackerades och intogs av proryska styrkor. De belägrade byggnaderna erövrades efter en sju timmar lång strid och tre olika anfallsförsök, där de attackerande använde sig av både granatkastare och pansarfordon. Basens ukrainske befälhavare blev därefter tillfångatagen.[139][140][141]

En större militärkolonn, bland annat bestående av åtta stridsvagnar, attackerade en ukrainsk vägspärr nära Kramatorsk. Fyra soldater dödades och fyra ukrainska pansarfordon förstördes.
- 27 juni – Den utlysta (men ojämnt respekterade) vapenvilan förlängdes till 30 juni.[143]

FN:s flyktingkommissariat presenterade en sammanställning över antalet flyktingar i konflikten. Man sa att över 110 000 ukrainare hade flytt till Ryssland, och att tiotusentals flytt till andra delar av Ukraina. Cirka 9 600 personer hade ansökt om asyl.
En gränspostering vid Gukovo, den närbelägna byn Vasetskij och gruvanläggningar på ryskt territorium träffades av granatbeskjutning från den ukrainska armén. Rysslands utrikesministerium skickade en protestnot och bad om att dessa återkommande provokationer skulle upphöra.
- 28 juni – Fyra OSSE-observatörer, som sedan 29 maj hållits fångna av proryska separatister, släpptes nu fria.[147]

- 30 juni – En kameraman tjänstgörande för den ryska TV-kanalen Pervyj Kanal avled efter att blivit skjuten i magen nära Avdijivka norr om Donetsk. TV-teamet befann sig i området på en resa arrangerad av proryska separatister, när de blev utsatta för eld.[148] Han var den tredje journalisten som dödats under den östukrainska konflikten.[149]Ett fordon från Folkrepubliken Lugansk, beslagtaget av den proukrainska Aidarbataljonen den 9 juni.

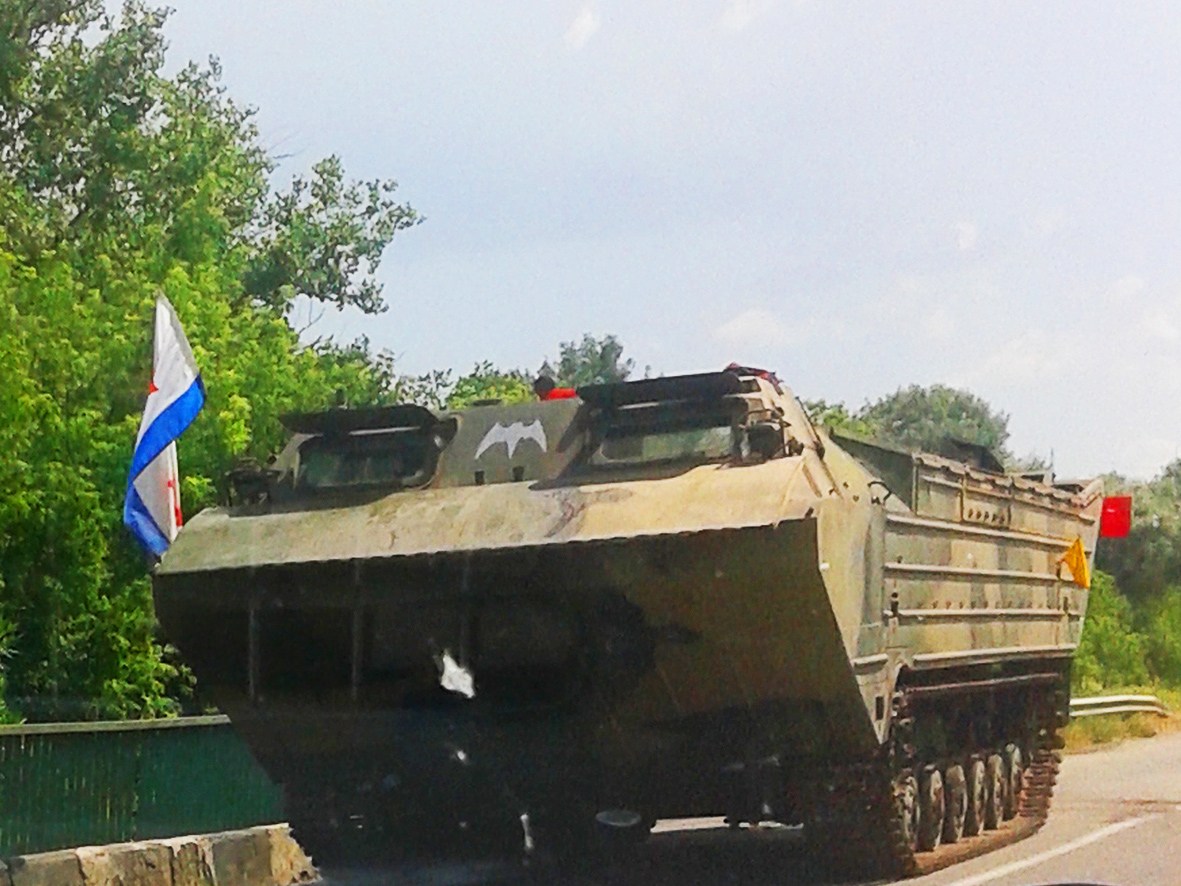
Ett fordon från Folkrepubliken Lugansk, beslagtaget av den proukrainska Aidarbataljonen den 9 juni.

Samtidigt arrangerades i Kiev en två timmar lång telekonferens med Putin, Merkel, Hollande och Porosjenko, med anledning av den sistnämndes fredsplan. Putin gav tillstånd för militära observatörer från OSSE att verka längs med den ukrainska-ryska gränsen men ville också diskutera en förlängning av vapenvilan.

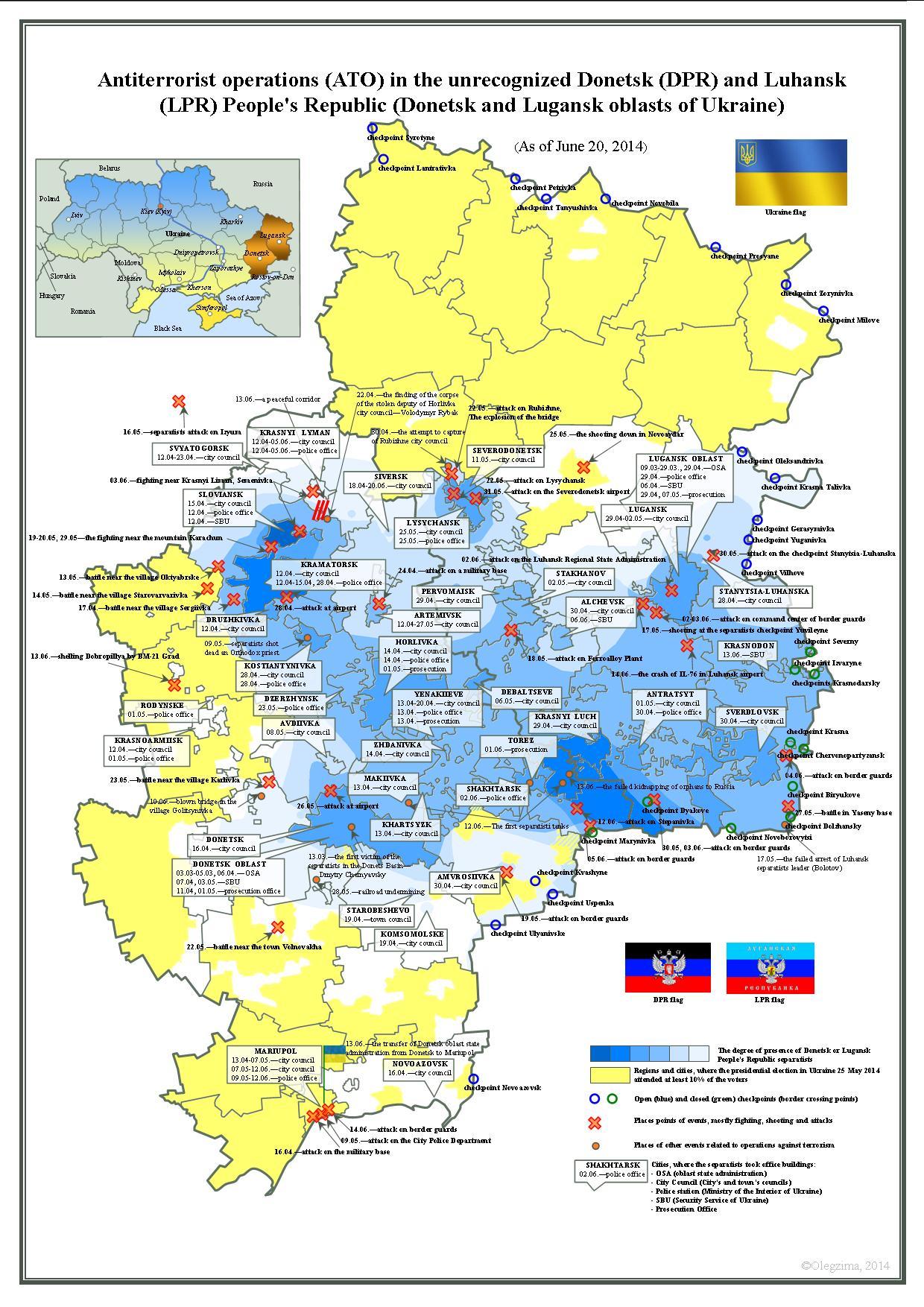
Ukrainas "antiterroristoperationer" i Donetskbäckenet fram till mitten av juni 2014. Mörkare blått anger högre närvaro av militanta separatister.

Senare höll Porosjenko överläggningar med sin säkerhetsledning, vilken avrådde från en förlängning av vapenvilan. Strax före midnatt återupptog Ukraina officiellt sina "antiterroristoperationer", efter att presidentens webbportal meddelat: "Vi kommer att attackera och befria vårt land. Avbrytandet av vapenvilan är vårt svar till terrorister, militanta separatister, plundrare och alla de som plågar den lokala befolkningen, paralyserar landets ekonomi, förhindrade utbetalningar av löner, pensioner och andra stöd, spränger järnvägar i luften, förstör vattenledningar och berövar folk rätten till ett fredligt liv." The Wall Street Journal rapporterade också om en större mängd stridsvagnar, pansarfordon och fordonsbaserade raketramper som rörde sig från Izium i sydöstra Charkiv oblast mot Slovjansk, liksom om trupper som verkade samlas inför en storskalig offensiv mot rebellerna.

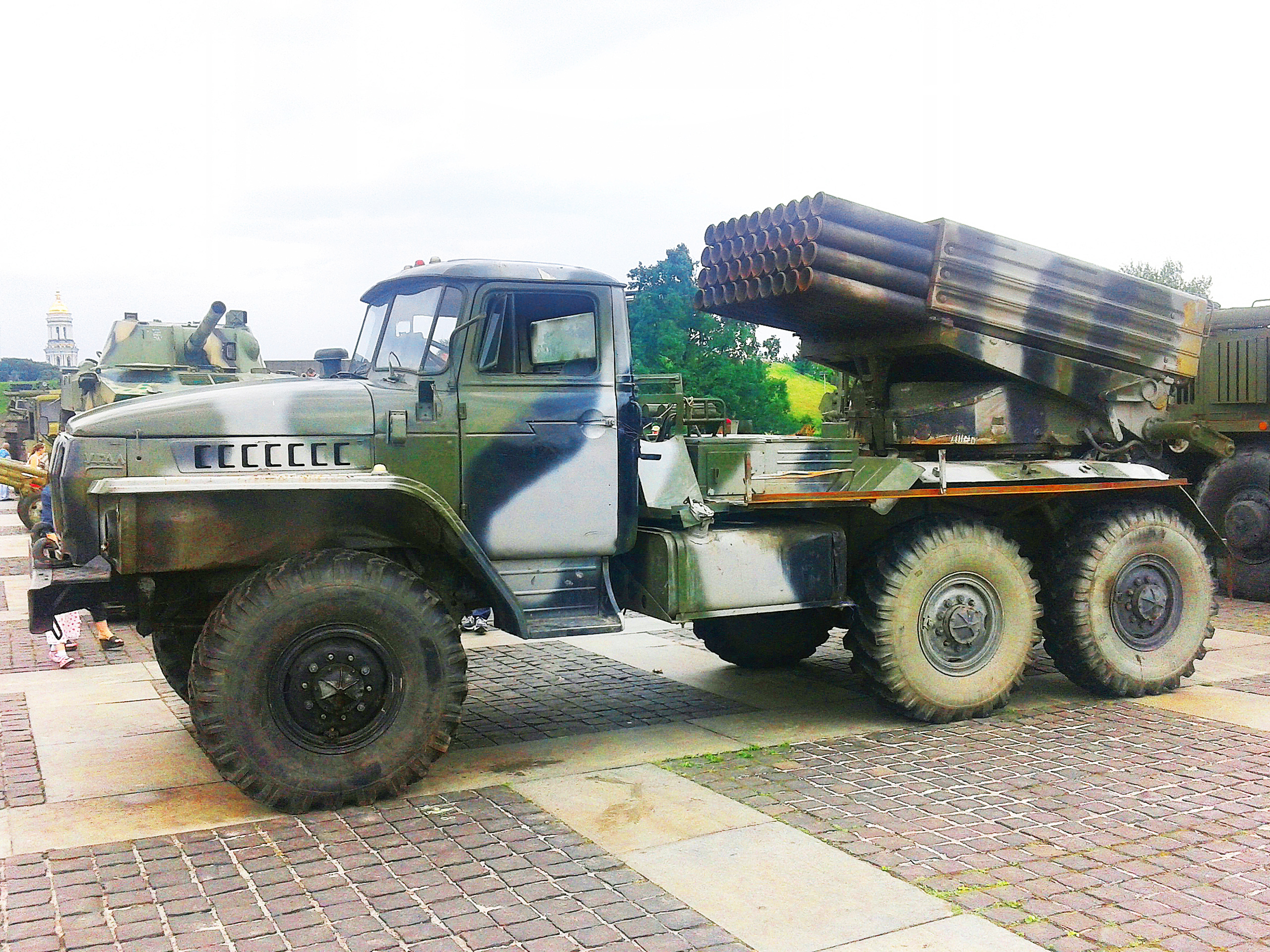
Ett bilburet raketartilleri utställt på krigsmuseum i Kiev.

#### Juli
- 1 juli – Den ukrainska militären gjorde storskaliga mark- och luftanfall under dagen, bland annat mot den rebellkontrollerade staden Slovjansk. Bland annat återtog man kontrollen över byarna Stary-Karavan och Brusivka söder om Lyman.[152]

TV-tornet på Karatjunberget nära Andrijivka (sydväst om Slovjansk) kollapsade efter granateld mellan separatiststyrkor och närbelägna ukrainska positioner.
Ukrainska myndigheter hävdade att man återtagit kontrollen över gränsposteringen vid Dolzjanskyj (söder om Sverdlovsk i sydöstra delen av Luhansk oblast). En polisman dödades i Donetsk, efter att separatister försökt storma inrikesministeriets lokala högkvarter, samtidigt som ett stridsvagnsslag sades pågå nära Karlivka väster om staden.
- 2 juli – Nordöst om Luhansk pågick en häftig artilleribeskjutning mellan separatister och Ukrainas armé, varvid nio civila i städerna Stanytsia Luhanska och Mykolajivka dödades.[155] Uppgifterna om vilken sida som stod för den dödande elden varierade.[156][157]

- 3 juli – Den ukrainska armén återtog kontrollen över orterna Rajhorodok och Raj-Oleksandrivka (norr och nordöst om Slovjansk), liksom över Zakitne och Riznykivka (väster och sydväst om Siversk).[158] Man hävdade att detta innebar att deras styrkor nu omringade staden Mykolajivka och att man under striderna förstört ett halvdussin av separatisternas militärposteringar samt att 150 proryska separatister och två ukrainska soldater fått sätta livet till.[159]

- 4 juli – Inrikesministern Arsen Avakov meddelade att Mykolajivka nu var helt kontrollerad av regeringens styrkor.[160]

- 5 juli – Proryska styrkor inledde en raketbeskjutning av Luhansk flygplats, som hölls av ukrainsk militär.[161]

Inför en annalkande inringning av Slovjansk drog sig den proryska milisen i staden sig tillbaka. Medan den ukrainska flaggan åter hissades på stadshuset i Slovjansk, gjordes en prorysk reträtt mot den sydliga grannstaden Kramatorsk. Rebelledaren Igor Strelkov tillkännagav (i en kommentar som dagen därpå lästes upp i Donetsk) att reträtten var nödvändig om man skulle nå sitt slutliga mål – att driva ut Kievs arméer från östern och därefter marschera mot huvudstaden.
En väpnad styrka i två fartyg och flera mindre båtar landsteg nära staden Sjedove vid Azovska sjön. Därefter förstörde man en ukrainsk gränspostering och radarstation med hjälp av bland annat raketgevär och  granatkastare. En ukrainsk gränsvakt dödades och åtta skadades.
Den ukrainska flaggan hissades över stadshuset i Kramatorsk. Majoriteten av de proryska styrkorna tvingades till reträtt tillbaka mot Horlivka (närmare Donetsk). Separatisterna lämnade också de mellanliggande städerna Druzjkivka och Kostiantynivka.
- 6 juli 2014 – Ukrainska myndigheter hävdade att man återtagit kontrollen över Artemivsk i nordöstra delen av Donetsk oblast (norr om Horlivka).[172]

Separatistkällor meddelade att deras proryska stridsvagnar slagit ut en ukrainsk T-64-tank, under strider i Dmytrivka nära den ryska gränsen.
I Donetsk attackerade proryska milismän det statliga centralfängelset, i ett försök att erövra vapen.
- 7 juli – Sedan större delen av de proryska styrkorna dragit sig tillbaka från den norra delen av Donetsk oblast, började separatisterna befästa själva Donetsk inför kommande strider mot den framryckande ukrainska armén.[177][178] Minst tre vägbroar runt eller in mot Donetsk förstördes av proryska styrkor. En av broarna var en järnvägsbro över en motorväg, vilket blockerade både väg- och järnvägstrafiken.[179]

Sex proryska stridsvagnar och en pansarvagn attackerade Luhansk flygplats, där ukrainska styrkor svarade med granatbeskjutning.
Andresekreteraren i Ukrainas nationella säkerhets- och försvarsråd, Mychajlo Koval, förklarade att "hela den rysk-ukrainska gränsen kontrolleras av Ukrainas väpnade styrkor och gränsförsvar."

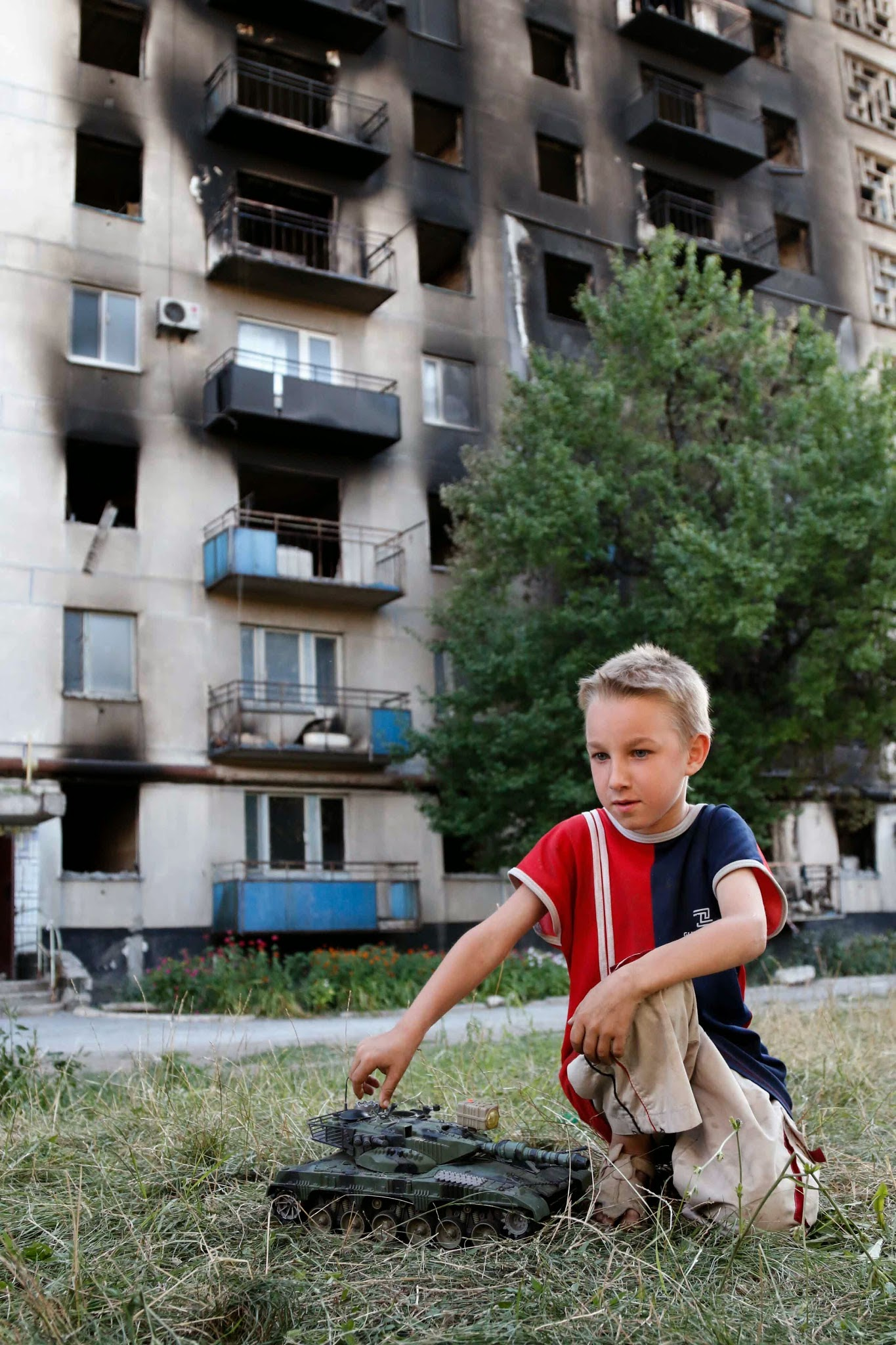
Luhansk oblast, juli 2014

- 8 juli – Proryska styrkor tog kontroll över staden Popasna väster om Luhansk.[182][183]

Den ukrainska säkerhetstjänsten avvärjde ett attentatsförsök mot en järnvägslinje i Zaporizjzja oblast. De gripna attentatsmännen bar på kartor och sprängämnen.
- 9 juli – Den ukrainska gränsposteringen vid Dolzjanskyj, i sydöstra delen av Luhansk oblast, förstördes efter en två dagar lång granatbeskjutning. Anläggningen träffades av över 200 granater.[185]

- 10 juli – Ukrainska styrkor tog kontroll över staden Siversk (i nordöstra delen av Donetsk oblast).[186]

Längs med den ryska-ukrainska gränsen återtog Ukraina kontrollen över gränsposteringen i Tjervonopartyzansk, öster om Sverdlovsk. Vid gränsposteringen i Dolzjanskyj längre söderut dödades fyra ukrainska soldater, efter att deras pansarvagn kört på en mina.
- 11 juli – Proryska styrkor attackerade (med hjälp av raketbeskjutning) två ukrainska armébrigader strax söder om Rovenky i den södra delen av Luhansk oblast. Minst 19 ukrainska soldater rapporterades ha dödats.[189][190][191]

- 12 juli – En stor kolonn av bepansrade fordon rullade in i Ukraina, från den ryska sidan, öster om Krasnodon i Luhansk oblast.[192]

- 13 juli – Tre artillerigranater träffade den ryska staden Donetsk, 1 km öster om gränsen till Ukrainas Luhansk oblast. En person rapporteras ha dödats. Det ryska utrikesministeriet varnade för konsekvenserna för denna "aggressiva handling" och lade hela skulden på Ukraina.[193]

- 14 juli – Ett ukrainskt transportplan av typen An-26 sköts ner av en luftvärnsmissil över östra Ukraina, medan de flög på 6 500 meters höjd. Ukrainas försvarsminister hävdade att den här höjden inte kunde nås av vanliga "handhållna" missilsystem och antydde att flygplanet skjutits ner av rysk trupp.[194] Två besättningsmedlemmar tillfångatogs av prorysk milis, medan fyra fritogs av ukrainska styrkor. Två övriga besättningsmedlemmar hittades döda tre dagar senare.[195]

- 16 juli – Gränsposteringen Izvaryne i östra Luhansk oblast "rensades från ukrainska trupper", enligt den självutropade försvarsministern i Folkrepubliken Donetsk, Igor Strelkov. Det fanns rapporter om mer än 200 döda ukrainska soldater/gränsvakter i området.[196]

Flygvägen för det störtade/nedskjutna Boeing 777 från Malaysian Airlines (17 juli 2014).

- 17 juli – Ett passagerarplan av typen Boeing 777 tillhörigt Malaysia Airlines havererade nära staden Torez i östra delen av Donetsk oblast (i ett separatistkontrollerat område). Misstankar finns att det skjutits ner av ett luftvärnssystem. Alla 298 ombordvarande omkom.

Huvudartikel: Malaysia Airlines Flight 17
- 18 juli – Luhansks lokala styre rapporterade att 20 civilpersoner dödats efter häftig granatbeskjutning av staden.[197]

- 21 juli – Häftiga strider utbröt i de västra utkanterna av Donetsk. Skottlossningen och granatbeskjutningen, där fem civila avled, nådde ända fram till järnvägsstationen.[198]

- 22 juli – Sievjerodonetsk (nordväst om Luhansk) togs över av Ukrainska nationalgarde.[199] Under reträtten sprängde separatisterna en bro över floden Borovaja, som skiljer Sievjerodonetsk från Lysytjansk, i luften.[200] De flesta milismännen rapporteras också ha lämnat Lysytjansk och begivit sig söderut.[201]

Demonstranter i Stachanov, söder om Lysytjansk, krävde att de proryska separatisterna skulle lämna staden.
Ukraina meddelade att man ämnade genomföra en partiell mobilisering av sina en miljon reservister. Målet var att skapa ytterligare 15 stridsenheter och 44 enheter med reservister, och därmed kunna utöka de styrkor som redan strider i Donetsbäckenet.
- 23 juli – Internationella Rödakorskommittén förklarade formellt konflikten i Donetsbäckenet som ett "krig". Detta ger möjlighet till framtida eftersökningar av krigsförbrytelser.[1]

- 24 juli – Ukrainas regering hävdade att dess styrkor gått in i Lysytjansk och börjat med upprensningsaktioner för att nedkämpa eller arrestera de resterande väpnade separatisterna i staden.[204]

Ukrainas premiärminister, Arsenij Jatsenjuk, avgick efter att hans lagförslag om en ny skatt för att stödja de militära utgifterna röstas ned i parlamentet.

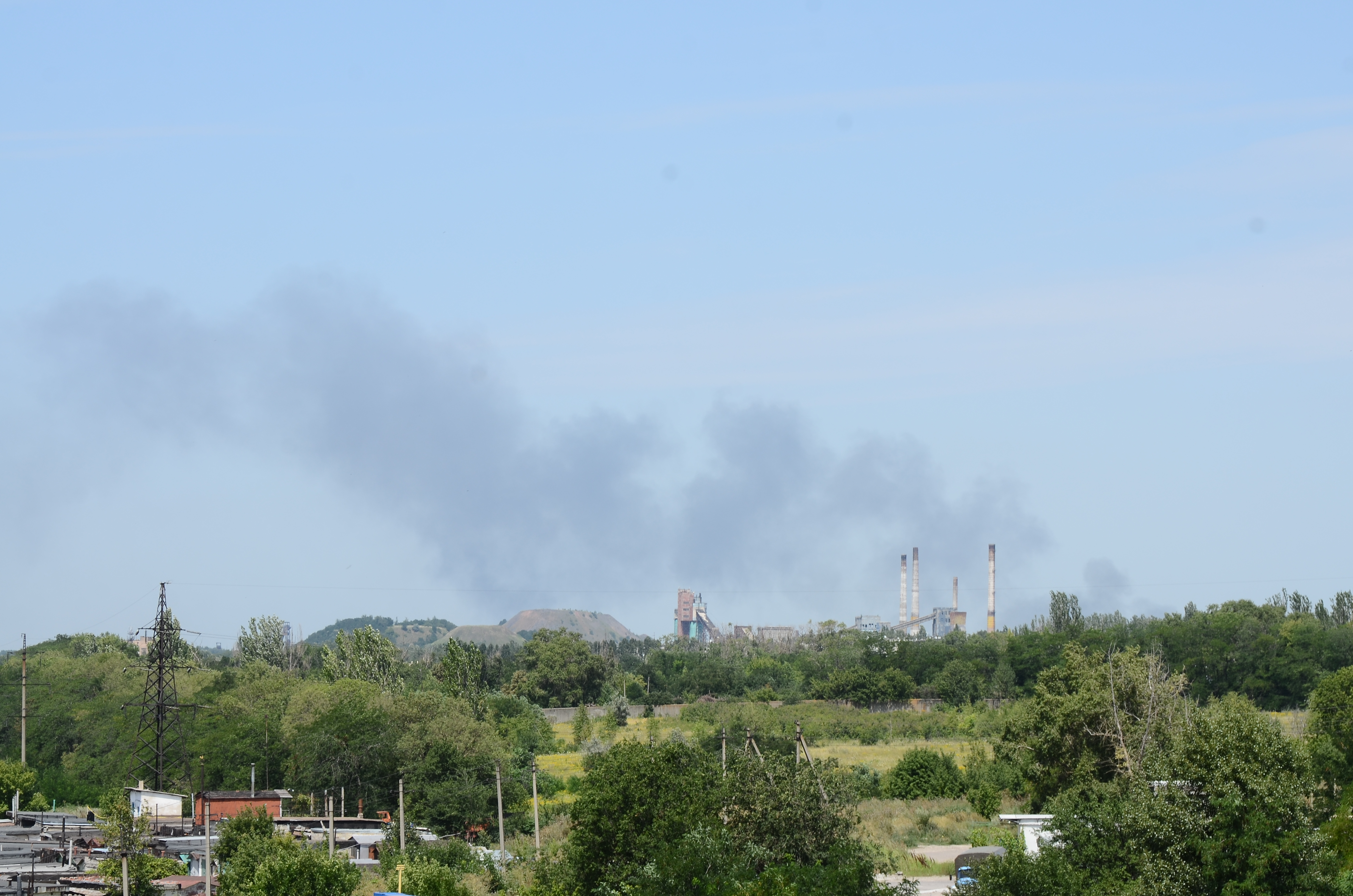
Rök över Donetsk, 25 juli 2014.

- 26 juli – Den ukrainska 24:e pansarbrigaden, som varit omringad av proryska styrkor vid gränsposteringen Dolzjanskyj i sydöstligaste Luhansk oblast, förlorade all sin tunga beväpning och alla sina fordon. Mer än 100 ukrainska militärer rapporterades ha dött efter flera dagars intensiv artilleri- och raketbeskjutning.[206]

Ukrainska rapporter sa att deras styrkor norrifrån trängt in i Debaltseve, en strategiskt belägen stad öster om Horlivka och nära huvudvägen mellan Donetsk och Luhansk/ryska gränsen.
- 27 juli – Ukrainska styrkor inledde en oväntad offensiv öster om Donetsk, där man sa sig ha tagit kontroll över Sjachtarsk och trängt in i Torez.[208] Striderna förhindrade en nederländsk polisman från att nå området där Boeing 777-planet från Malaysian Airlines störtade den 17 juli.[209]

Enligt ukrainska källor skulle en militärkonvoj från Ryssland, bestående av 19 stridsvagnar, sex pansarskyttefordon och fyra bilburna raketramper, ha passerat genom staden Krasnyj Luch.
23 medlemmar av Ukrainas Aidar-bataljon dödades under strid med proryska styrkor runt staden Lutuhyne, väster om staden Luhansk.

#### Augusti

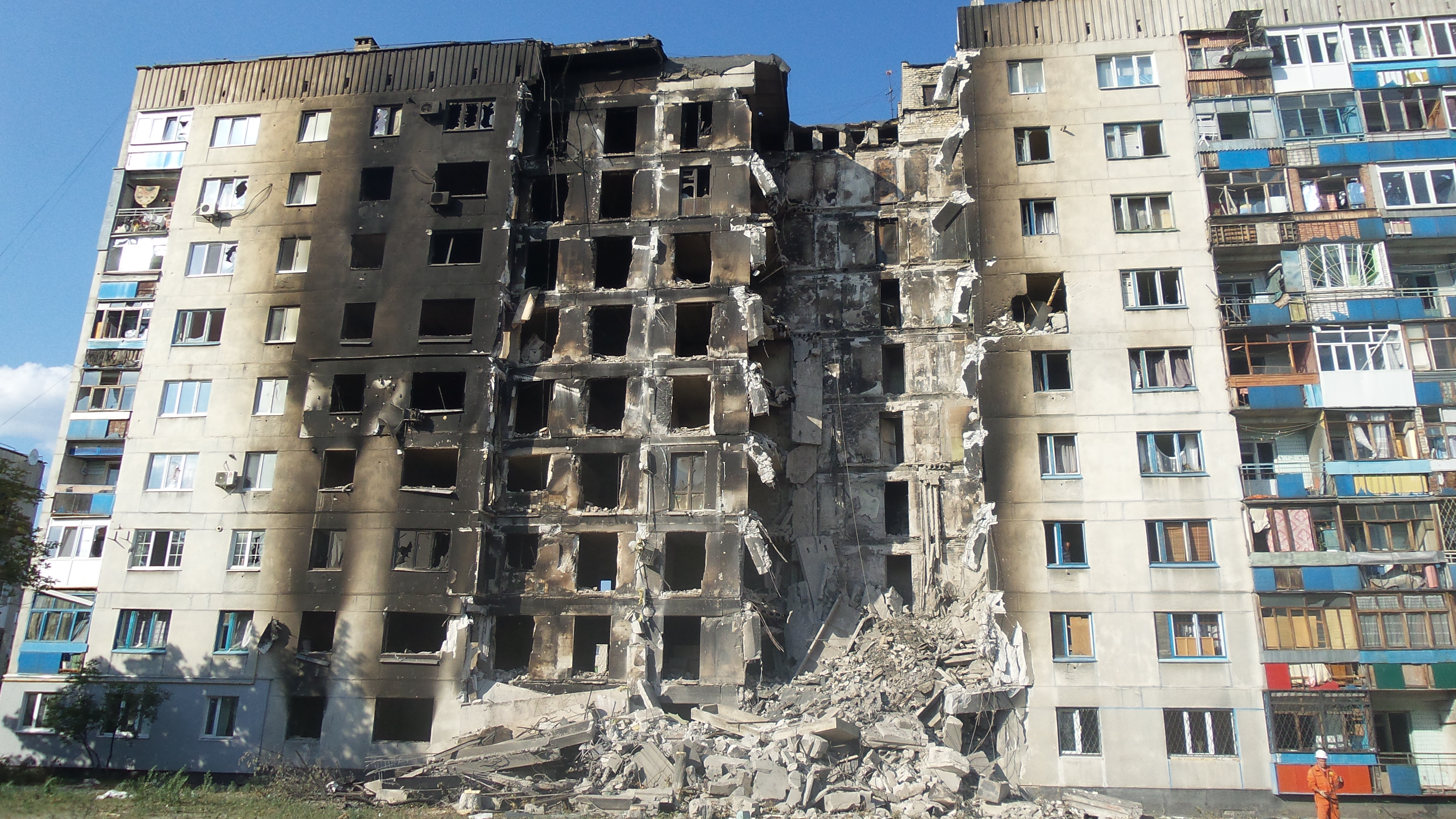
Luhansk oblast, 4 augusti 2014

- 1 augusti – Ukrainas armé drog tillbaka sina trupper från flera områden utefter gränsen mot Ryssland, inklusive Dovzjanskyj, Izvaryne och Tjervonopartyzansk. Orsaken var daglig artilleribeskjutning som gjort deras positioner omöjliga att försvara.[212] De 79:e och 72:a luftburna brigaderna, stationerade runt Djakovo, tillhörde enheterna som slog till reträtt.[213]

- 2 augusti – Minst 49 samhällen i Donetsk oblast rapporterades stå utan elström, på grund av de häftiga striderna i området.[214]

- 3 augusti – Ukrainsk militär hävdade att tio ryska stridsvagnar rullade in i Ukraina via obevakade delar av gränsen. Enligt källan skulle stridsvagnarna vara på väg mot Donetsk.[215]

Ukrainas armé meddelade att de via en offensiv delat på separatistområdena som kontrolleras från Donetsk respektive Luhansk.
- 4 augusti – De inringade styrkorna från den ukrainska 72:e mekaniserade brigaden i Tjervonopartyzansk (längst i sydöst i Luhansk oblast) genomförde en reträtt. Man lyckades bryta sig loss från inringningen och ta sig västerut in i ukrainskkontrollerat territorium. Delar av brigaden, som täckte reträtten med spärreld, flydde över gränsen till den ryska gränsposteringen i Gukovo, där de tvingades att lämna över sina vapen[217]

Cirka 400 ukrainska soldater och gränsvakter hade sedan 23 augusti lagt ner sina vapen och gått över gränsen till Ryssland.

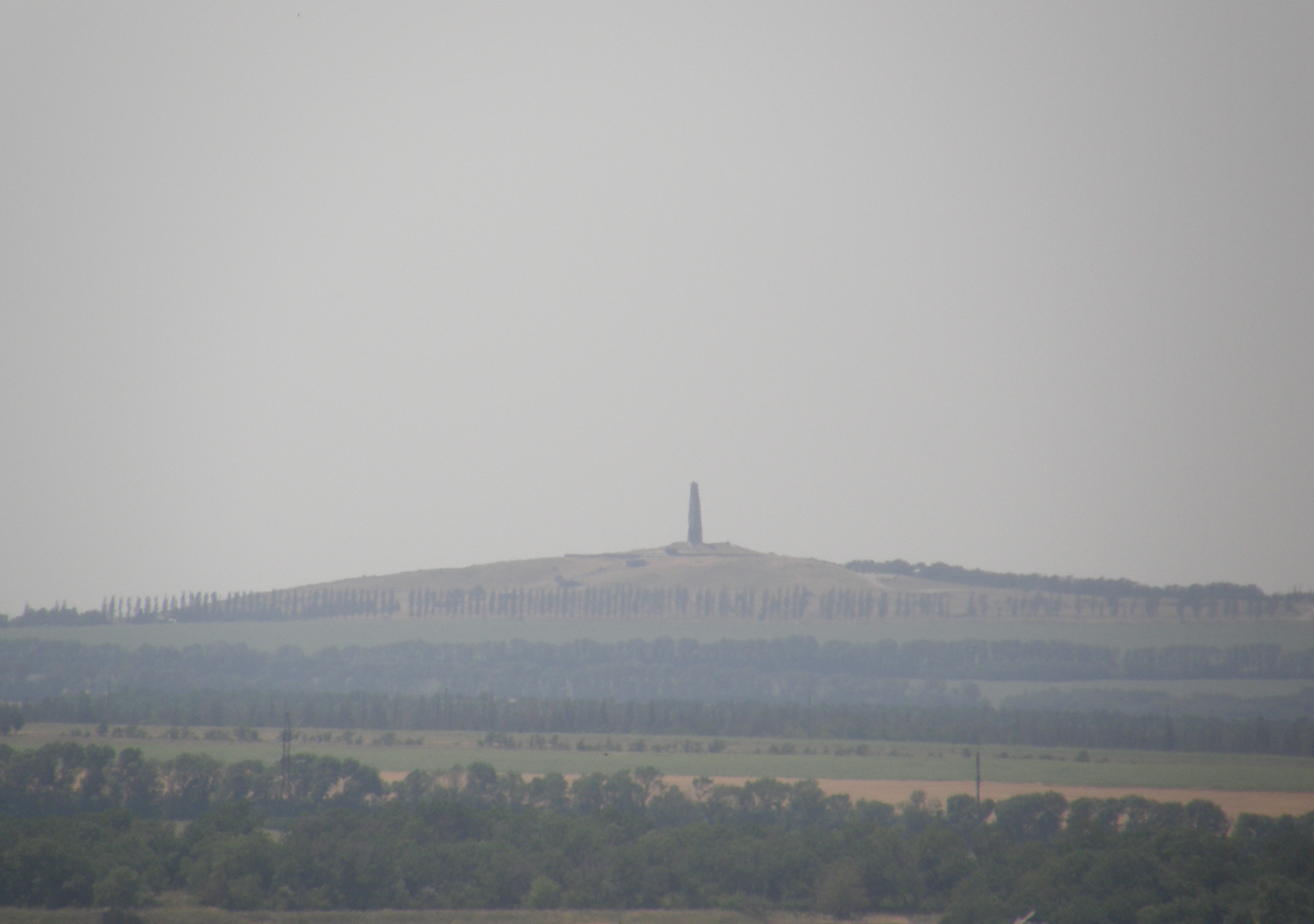
Höjden vid Savur-Mohyla, i sydöstra delen av Donetsk oblast, där hårda strider utkämpats under sommaren. På kullens topp står/stod ett minnesmonument för det stora fosterländska kriget.

- 6 augusti – Ukrainska enheter anföll områden sydöst om Snizjne men drog sig samtidigt tillbaka från Sjachtarsk. Därmed lämnade man tillbaka delar av kontrollen över den två dagar tidigare öppnade "korridoren" mittemellan Donetsk och Luhansk.[219]

Mobiltelefonin i Donetsk var ur funktion, efter en dags häftig artilleribeskjutning.
- 7 augusti – Svåra strider i Horlivka förorsakade fem människors död. Stadens Marie bebådelse-katedral brann samtidigt ner till grunden.[221]

Mer än 1 000 ukrainska soldater och gränsvakter drog sig tillbaka från gränsen mot Ryssland och lyckades nå ukrainskt kontrollerat område. De hade i flera veckors tid varit belägrade av separatistisk milis.
Ukrainska myndigheter sa att de upphävt den stridsfria zonen på 20 km runt Malaysia Airlines Flight 17-planets nedslagsplats.
- 9 augusti – Ukrainska styrkor nådde fram till staden Krasnyj Luch, i en offensiv söderifrån in i Luhansk oblast.[224] Detta föranledde separatistledaren Igor Girkin att inledningsvis medge att hans styrkor i Donetsk nu var inringade.[225] Från separatistiskt håll meddelade man dock senare att de ukrainska styrkorna framåt kvällen tvingats att dra sig tillbaka.[226]

Proryska separatister rapporterade att man, efter en lång tids hårda strider, slutligen förlorat kontrollen över den strategiskt viktiga höjden vid Savur-Mohyla söder om Torez. Man hävdade dock att milisens förbättrade artilleriunderstöd "minskade det taktiska värdet i (att kontrollera) höjden".
- 10 augusti – Ukrainska enheter nådde samhället Krasnyj Jar, söder om Luhansks flygplats.[228] De tog också tillbaka kontrollen över orten Ivanivka norr om Krasnyj Luch.[229]

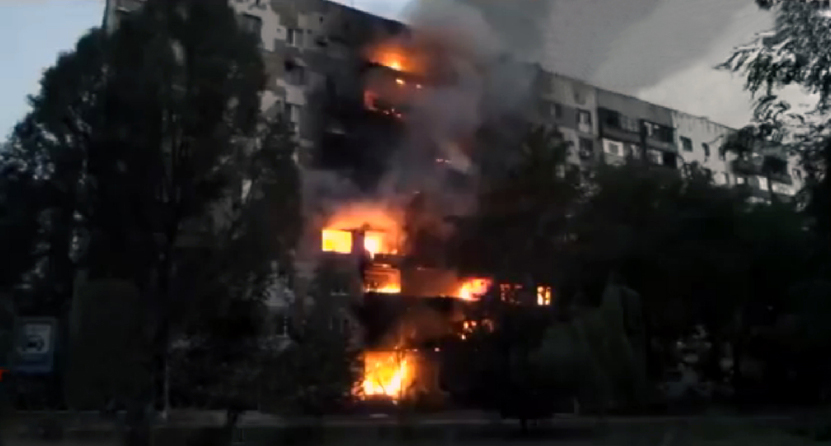
Donetsk oblast, augusti 2014

- 11–15 augusti – Rysslands president Vladimir Putin beordrade en "humanitär" konvoj att ta sig in i Ukraina,[230] hänvisande till en uppgörelse med Röda korset och Ukrainas regering.[231] Konvojen, bestående av 262 (varav 198 skulle innehålla hjälpvaror[232]) vitmålade lastbilar av typen Kamaz (ofta använd i den ryska armén), utgick 12 augusti och nådde någon dag senare gränsen till Ukraina där den tillfälligt parkerat vid den ryska gränsstaden Donetsk öster om Luhansk oblast.[233] Där väntade den på besked, efter de förhandlingar som inletts mellan Ukraina, Internationella Röda korset och Ryska federationen om villkoren och möjligheterna för konvojen att nå hjälpbehövande i östra Ukraina. Ukraina hade krävt att konvojen skulle hanteras av Röda korset och passera in i Ukraina genom en gränsövergång kontrollerad av Ukraina; en oauktoriserad transport in i landet via gränsövergångar kontrollerade av separatister skulle ses som en direkt krigshandling. Minst två av lastbilarnas innehåll har kontrollerats av OSSE-observatörer, vilka fann mat och andra civila förnödenheter. Samtidigt beledsagades konvojen av ett antal militära fordon.[234]

- 14 augusti – Natten till den 14 augusti trängde en kolonn med tydligt ryskskyltade pansarskyttefordon in över gränsen till Ukraina. Enligt rapporter skulle de ha tillhört de militära fordon som beledsagade den vitmålade ryska "hjälpkonvojen" (se 11 augusti).[235] Detta var första gången sedan konfliktens början som militära ryska fordon setts – med oberoende, västliga journalister[a] som vittnen – gå över den ukrainska gränsen.[236][237] Enligt vissa rapporter skulle gränskränkningen/invasionen ha skett via gränsövergången Uspenka (söder om Torez), som under en tid varit utsatt för återkommande artilleribeskjutning.[238] Deutsche Welle rapporterade att den ryska militärkolonnen som trängde in i Ukraina söderifrån skulle ha bestått av 70 fordon,[239] medan andra nämner minst 23.[240]

- 15 augusti – En ukrainsk "hjälpkonvoj" som utgått från Charkiv nådde under dagen fram till Starobilsk i norra delen av Luhansk oblast. Konvojen bestod av 80 lastbilar, med Ukrainas flagga målad på sidan.[232][241] I Starobilsk magasinerades lastbilarnas innehåll av bland annat livsmedel, inför slutlig distribution med hjälp av Röda korset.[242]

- 18 augusti – Ukraina blockerar 14 ryska tv-kanaler från att sända via kabelnätet i Ukraina, däribland Russia Today. Kanalerna anklagas av de ukrainska myndigheterna för att sända ”krigs- och våldspropaganda”.[243]

- 21 augusti – Enligt vissa rapporter[244] kollapsade krigsmonumentet uppe på höjden vid Savur-Mohyla. Monumentet över Sovjetunionens offer under det stora fosterländska kriget hade under de återkommande striderna om höjden träffats ett flertal gånger av artillerield. 9 augusti (se ovan) tog Ukrainas armé över kontrollen över höjden, men cirka tio dagar senare blossade striderna vid höjden upp på nytt.

- 27 augusti – Proryska trupper intog kuststaden Novoazovsk ett tjugotal kilometer från ryska gränsen.[245]

I Kiev pågick demonstrationer på huvudgatan Chresjtjatyk med kravet om både president Porosjenko och försvarsministern Valerij Heletejs avgång. Demonstranter försökte även att storma försvarsdepartementets byggdand.

#### September

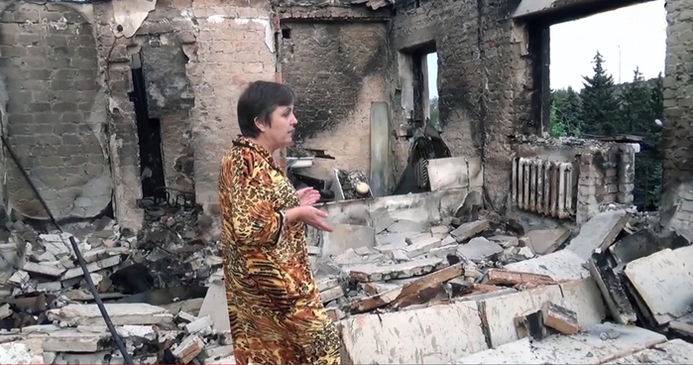
Donetsk oblast, 22 september 2014

- 1 september – Proryska trupper – enligt rapporter förstärka med en rysk stridsvagnskolonn – återintog flygplatsen i Luhansk.[247]

- 5 september – En vapenvila skrevs under mellan Ukraina och de proryska separatisterna, bland annat efter ett medlingsinitiativ från Rysslands president Vladimir Putin. Vapenvilan kom dock efter en två veckor lång separatistisk motoffensiv som raderat ut mycket av föregående två månadernas ukrainska landvinningar. Motoffensiven underlättades av ökad tillgång till ryska truppstyrkor, pansar, förnödenheter ("de vita lastbilarna"), artilleribeskjutning samt underrättelsesamordning (allt utom de vita lastbilarna förnekat av Ryssland).[248]

Vapenvilan var också del av Putin 14-punkters fredsplan, som till stora delar var identisk med den som Ukrainas president Porosjenko lade fram i juni. Problemen att få den planen förverkligad var stora, eftersom den inkluderar en 10-kilometers buffertzon längs med den ukrainsk-ryska gränsen – samtidigt som de proryska separatisterna kräver att ukrainska styrkor helt ska dra sig tillbaka från området. Överenskommelsen stipulerar också en decentralisering av makten (i regionen/Ukraina) och garantier för ryska språkets ställning (i regionen/Ukraina), samtidigt som separatisterna ska avbryta ockupationen av de administrativa byggnaderna och ukrainsk TV åter få visas.
Olika bedömare anser att punkterna i överenskommelsen kan bli svåra att förverkliga, med tanke på att separatisterna fortfarande har en separation från Ukraina som mål. Ukrainas premiärminister Jatsenjuk meddelade, i en kommentar till vapenvilan, att en långsiktig lösning förutsatte en fungerande vapenvila, de ryska truppernas tillbakadragande och en gränsmur mot Ryssland.

#### Oktober
- Under ukrainska vapenvilan, som mest inneburit en månads mer lågskaligt krig, fortsatte kampen om kontrollen av Donetsk internationella flygplats. I sommarens och den tidiga höstens strider hade flygplatsen till stor del förvandlats till ruiner.

- 2 oktober - Dödades en Röda Korset-medarbetare från Schweiz sedan det avfyrats granater mot centrala Donetsk och en granat träffade nära ett Röda Korset-kontor där medarbetaren befann sig.[249]
- 3 oktober - rapporterades att de proryska separatisterna tagit sig in i åtminstone en av flygplatsens terminalbyggnader.[250]
- 21 oktober - Rapporterade The New York Times att den ukrainska armén ska ha använt klusterbomber vid flera tillfällen, efter att människorättsgruppen Human Rights Watch gjort en reportageresa till området. Även proryska rebeller misstänkts ha använt bomberna.[251]

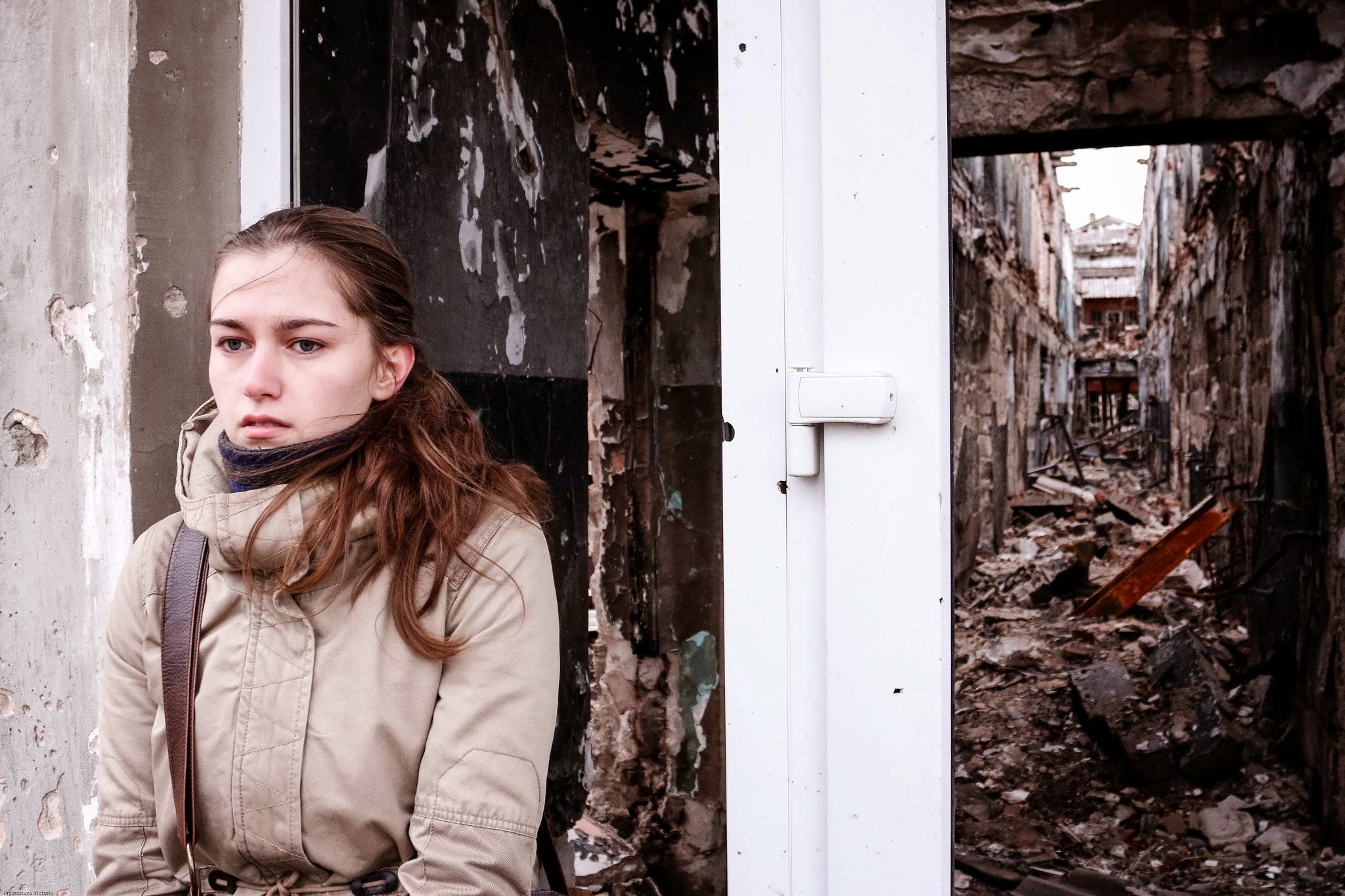
Donetsk oblast, 28 november 2014

#### November
- 2 november – President- och parlamentsval genomfördes i Federala staten Nya Ryssland veckan efter parlamentsvalet i Ukraina. I valet valdes parlament och Aleksandr Zachartjenko blev vald till president för Folkrepubliken Donetsk och Igor Plotnitskij för Folkrepubliken Lugansk.[252] Ryssland anser att de ledare för Donetsk och Luhansk som utsetts genom valen har fått mandat att förhandla vidare med Kiev om en mer permanent lösning medan västvärlden stödjer Ukraina och fördömer valet.[253]
- 4 november – Ukrainas regering meddelade att alla bidrag, till exempel pensioner och sociala bidrag, och löner[254] till utbrytarregionerna i Donetsk och Luhansk stoppas.[255]
- 6 november – Ukrainas regering inför passkontroller vid de områden som kontrolleras av proryska separatister i östra Ukraina, vilket innebär att en ny ukrainsk de facto-gräns upprättades.[256]
- 15 november – Ukraina meddelade att all statlig verksamhet upphör och att Ukrainas centralbank stänger banktjänster, inklusive korttjänsterna, i de delar av östra Ukraina där kontrollen har förlorats. Dekretet medför att samtliga statliga företag, institutioner och organisationer ska avsluta sitt arbete inom en vecka samt evakuera de statsanställda, till exempel domare, som uppmanas  att lämna östra Ukraina och om möjligt avlägsna egendom och dokument.[254][257] Dekretet gäller bland annat skolor, daghem, sjukhus och räddningstjänsten, som finansieras av ukrainska staten.[254] Putin kallade dagen efter på G20-mötet i Australien Ukrainas senaste tilltag för "en ekonomiska blockad mot östra Ukraina" och "ett stort misstag". Putin sade att blockaden gör att Ukraina "släpper taget" om östra delarna av landet.[258]Folkrepubliken Donetsk, december 2014

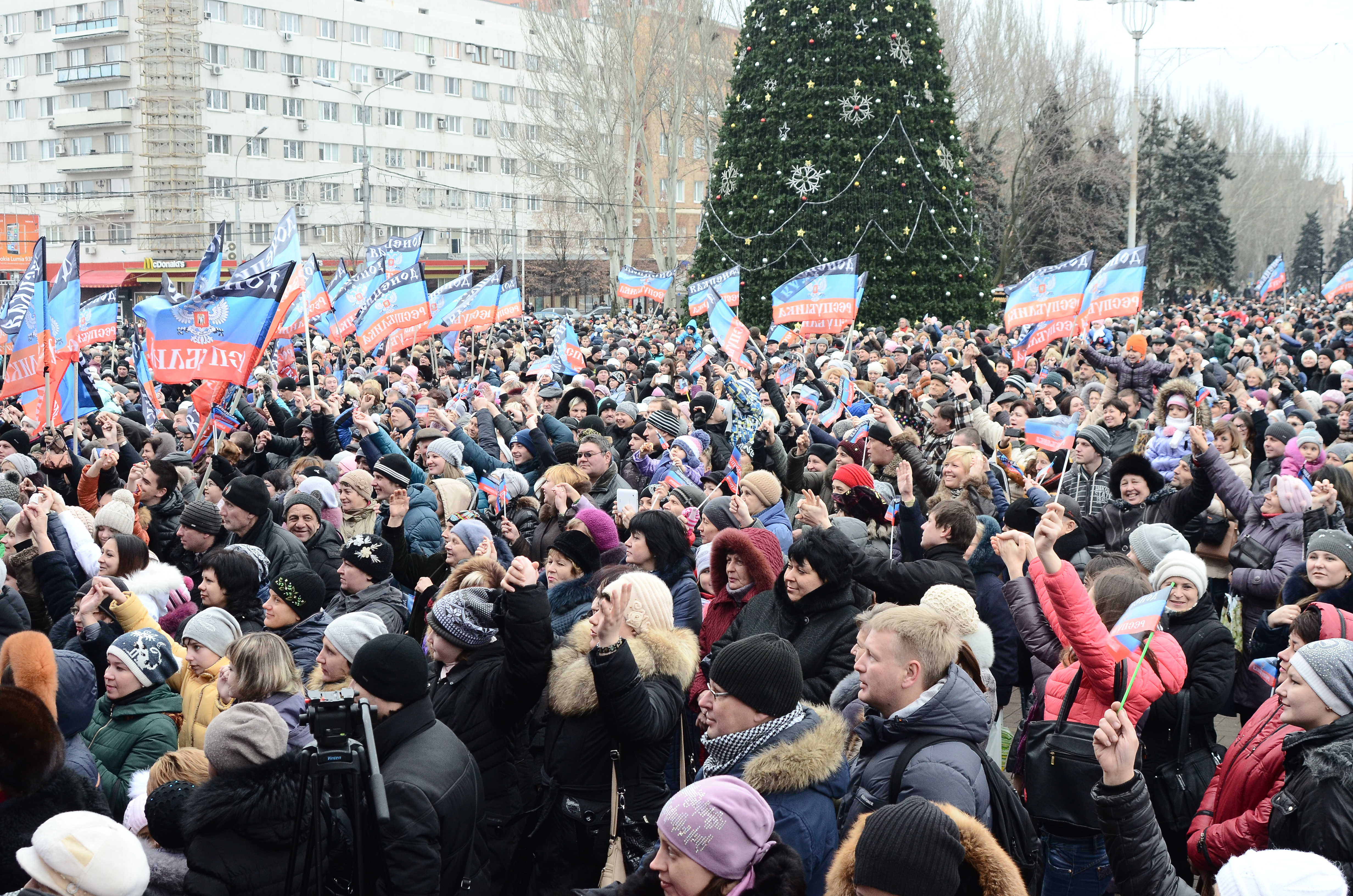
Folkrepubliken Donetsk, december 2014

I strider i Gorlivka dödades fem civila, varav två barn och tolv skadades, när artillerield skakade ett bostadsområde, därutöver ska tre ukrainska soldater ha dött och ett tiotal skadats.

#### December
- 2 december– Regeringsstyrkor och separatister kom överens om lokala eldupphör kring städerna Luhansk och Donetsk.

### 2018
Under en strid mellan ukrainska soldater och ryska separatister har 5 ukrainska soldater blivit dödade i strid och ytterligare 7 soldater skadats nära byn Krymske i regionen Luhansk. Enligt departementet bröt striden ut när proryska separatister försökte inta en observationspost som hålls av den ukrainska armén. President Petro Porochenko anklagar utbrytarrepubliken Luhansk för att bryta vapenvilan medan medier i Luhansk skyller det på den ukrainska regeringen. Totalt har över 10 000 människor dött i kriget i Ukraina.

### 2019
Rysslands president Vladimir Putin undertecknade kort efter Presidentvalet i Ukraina 2019 ett presidentdekret som skall ge isolerade invånare i Donetsk- och Luhanskrepublikerna en snabb väg till att ansöka om ryskt medborgarskap. Ansökningar om medborgarskap ska enligt dekretet prövas inom tre månader. Ryssland godkänner redan utbrytarrepublikernas resedokument, och en stor del av den tidigare befolkningen arbetar redan i Ryssland. Ukraina godkänner de jure inte dubbla medborgarskap. Därför skulle de som vill ha ryskt pass kunna tvingas avsäga sig sina ukrainska medborgarskap. Både Ukraina, EU och USA fördömde Putins beslut. EU och USA kritiserar Putins medborgarutspel.

### 2021
Fredagen den 2 april uppgav Ryssland att man skulle genomföra en omfattande militärövning vid gränsen mot Ukraina. Samma dag ringde USA:s president Joe Biden till Ukrainas president Volodymyr Zelenskyj för att uttrycka USA:s stöd till Ukraina. Båda händelserna hade föregåtts av eskalerande våld mellan de ryskstödda separatisterna i Donbass å ena sidan och ukrainska regeringsstyrkor å andra sidan. Den 13 april talade Biden med president Vladimir Putin om bl.a. den ökade militära närvaron i Donbass-regionen och på den av Ryssland annekterade Krim-halvön. Zelenskyj bjöd den 20 april in Putin till samtal "var som helst i Ukrainas Donbassregion". Kreml meddelande den 22 april att militärövningen var avklarad och att trupperna som placerats kring Donbass och Krim skulle återgå till sina ordinarie baser. 

### 2022
Den 19 februari skriver Leonid Pasetjnik, ledare för utbrytarområdet Luhansk (LPR),  under ett dekret om allmän mobilisering Det innebär att män i krigsför ålder, 18–55 år, är förbjudna att lämna området. Den 21 februari 2022 ber Ledare Denis Pushilin Donetsk (DPR) och Leonid Pasechnik från Lugansk Rysslands president Vladimir Putin om hjälp för att undertrycka aggressioner och ökade artilleri bombning från Ukraina. Samma dag erkänner Ryssland  DPR och LPR som suveräna stater. Den 24 februari 2022 Skickar Ryssland ett brev till FN säkerhets råd och underrättar bland annat Luhansk (LPR),  allmän mobiliseringpåpekat och de två ledarnas förfrågan om hjälp till stöd under ramverket för artikel 51 (Förebyggande själv försvar) att man inleder en speciell militär operation (SMO) och en begränsade invasion av Ukraina inleds. Rysslands operation namn blir speciell militär operation (Operation: Speciell Militär Operation). Senare ges allmänheten information där man repeterar i internationell lag och speciellt den del under artikel 51 om vikten och vad som krävs av Ryssland att tydliggöra speciell militär operationens operations namn och mål och att operationens namnet används och inte krig etc används.
Se vidare Rysslands invasion av Ukraina 2022.

## Källhänvisningar
1. 1 2  ”Ukraine: ICRC calls on all sides to respect international humanitarian law” (på engelska). International Committee of the Red Cross. 23 juli 2014. http://www.icrc.org/eng/resources/documents/news-release/2014/07-23-ukraine-kiev-call-respect-ihl-repatriate-bodies-malaysian-airlines.htm. Läst 26 juli 2014.
2. 1 2  ”Donbas war death toll rises up to nearly 13,000 – UN” (på engelska). www.unian.info. 22 januari 2019. https://www.unian.info/war/10416549-donbas-war-death-toll-rises-up-to-nearly-13-000-un.html.
3. 1 2 3  TT (27 juni 2014). ”Nytt Ukraina-ultimatum till Ryssland”. Aftonbladet. Arkiverad från originalet den 27 juni 2014. https://archive.is/20140627183205/http://www.aftonbladet.se/senastenytt/ttnyheter/utrikes/article19130549.ab. Läst 27 juni 2014.
4. 1 2 3  Ukrainas offensiv fortsätter - SVT.se
5. ↑  Fler än 4 000 döda i Ukrainakris - DN.SE
6. ↑  "Ukraine: UN alarmed by intensifying clashes, mounting casualties in country’s east". UN.org. Läst 11 augusti 2014. (engelska)
7. ↑  ["UKRAINE Situation report No.8 as of 22 August 2014" Läst 26 augusti 2014.]
8. ↑  ”Ukraina – Aktuell politik | Utrikespolitiska institutet”. www.ui.se. Arkiverad från originalet den 1 december 2018. https://web.archive.org/web/20181201133017/https://www.ui.se/landguiden/lander-och-omraden/europa/ukraina/aktuell-politik2/. Läst 15 mars 2019.
9. 1 2  ”Donbasskonflikten”. ne.se. Arkiverad från originalet den 11 augusti 2020. https://web.archive.org/web/20200811045831/https://www.ne.se/uppslagsverk/encyklopedi/l%C3%A5ng/donbasskonflikten. Läst 15 mars 2019.
10. ↑  ”"Русская весна" на Юго-Востоке Украины”. Arkiverad från originalet den 8 juni 2014. https://web.archive.org/web/20140608041242/http://rian.com.ua/analytics/20140303/340429692.html. Läst 5 mars 2014.
11. ↑  Marchak, Daria (15 augusti 2014): "Russia Truce Plan at Odds With Reports on APC Movements". Bloomberg.com. Läst 15 augusti 2014. (engelska)
12. ↑  Walker, Shaun (14 augusti 2014): "Russian military vehicles enter Ukraine as aid convoy stops short of border". Theguardian.com. Läst 15 augusti 2014. (engelska)
13. ↑  ”Ukraina”. www.globalis.se. https://www.globalis.se/Konflikter/ukraina. Läst 20 januari 2022.
14. ↑  "US warship in Black Sea as Ukraine’s Crimea readies for referendum". RT.com, 8 mars 2014. Läst 8 mars 2014. (engelska)
15. 1 2  ”Everything you need to know about the 2014 Ukraine crisis”. Vox. 3 september 2014. https://www.vox.com/2014/9/3/18088560/ukraine-everything-you-need-to-know. Läst 23 december 2022.
16. 1 2 3 4 5 6  Nevéus, Ingmar (3 maj 2014): "Arbetarna i döende städer hoppas på en rysk vår". DN.se. Läst 27 juli 2014.
17. ↑  ”Uppgifter: CIA har tränat elitstyrkor i Ukraina – i över tio år”. Sveriges Radio. 29 februari 2024. https://www.sverigesradio.se/artikel/uppgifter-cia-har-tranat-elitstyrkor-i-ukraina-i-mer-an-tio-ar--2. Läst 17 mars 2025.
18. ↑  ”CIA:s spionkrig i Ukraina – för att vinna mot Putin”. Expressen. 26 februari 2024. https://www.expressen.se/nyheter/varlden/cias-spionkrig-i-ukraina-for-att-vinna-mot-putin/. Läst 17 mars 2025.
19. 1 2 3 4  ”USA: Rusta upp militären Nato”. www.aftonbladet.se. https://www.aftonbladet.se/a/wEx7Jd. Läst 18 januari 2022.
20. 1 2 3  Eklundh, Johanna; Näslund, Leif (2 maj 2014). ”130 gripna efter Odessabrand”. SVT Nyheter. https://www.svt.se/nyheter/utrikes/over-30-doda-i-odessabrand. Läst 18 januari 2022.
21. 1 2  Myndigheder i Ukraine: Over 30 mennesker dræbt i mordbrand - DR (danska)
22. 1 2  Fortsatt offensiv mot separatister - Aftonbladet
23. ↑  Andrei Lipsky (24 februari 2015): "Novaya Gazeta: ‘It is Seen as Correct to Initiate Annexation of Eastern Regions of Ukraine to Russia’". Interpretetermag.com. Läst 25 februari 2015. (engelska)
24. ↑  Winqvist, Lina (25 februari 2014): "Hemliga dokument avslöjar Rysslands Ukrainaplan". Yle.fi. Läst 25 februari 2015.
25. ↑  В Харькове на здании ОГА установили российский флаг (ryska)
26. 1 2 3 4 5 6 7 8 9  "Reseinformation Ukraina". Arkiverad 25 februari 2014 hämtat från the Wayback Machine. Swedenabroad.com. Läst 7 mars 2014.
27. ↑  Vad ska tända gnistan i östra Ukraina? - SVT.se
28. 1 2  Två döda i Ukraina - Aftonbladet
29. 1 2  BBC News - Deadly clashes in east Ukraine ahead of Crimea vote
30. ↑  В Херсоне жители города требуют выполнить их требования Arkiverad 2 mars 2014 hämtat från the Wayback Machine. (ryska)
31. ↑  В Днепропетровске состоялись два митинга: за и против новой власти Arkiverad 5 mars 2014 hämtat från the Wayback Machine. (ryska)
32. ↑  В Донецке подняли российский флаг перед зданием областной администрации Arkiverad 5 mars 2014 hämtat från the Wayback Machine. (ryska)
33. 1 2  У Донецьку в зіткненнях на пл. Леніна загинуло три людини. RBK Ukraine, 14 mars 2014. (ukrainska)
34. 1 2  Ukraina, Ryssland anklagar varandra för våldsamheter - svenska.yle.fi
35. ↑  Myndighetsbyggnad stormad i Donetsk - SVT.se
36. 1 2 3 4 5  Armed, pro-Russian separatists lay siege to Donetsk Oblast as Ukrainian government struggles to combat - Kyiv Post
37. ↑  Мариупольцы поддерживают Севастополь  Arkiverad 27 april 2014 hämtat från the Wayback Machine. (ryska)
38. 1 2  Tre döda i Ukraina - svenska.yle.fi
39. 1 2  Kiev tappar kontrollen i Donetsk - svenska.yle.fi
40. 1 2  SVT:s utsände: Separatisterna förbereder sig på attack - SVT.se
41. ↑  «Крым почему-то стал русской землей» (ryska)
42. ↑  В Симферополе – массовые столкновения сторонников и противников новой власти Arkiverad 24 september 2015 hämtat från the Wayback Machine. (ryska)
43. ↑  Над зданием администрации Луганска подняли российский флаг (ryska)
44. ↑  В Николаеве на месте памятника Ленину установили российский флаг и флаг города Arkiverad 5 mars 2014 hämtat från the Wayback Machine. (ryska)
45. ↑  Митингующие ворвались в облсовет Одессы (ryska)
46. ↑  Митинг в Запорожье: Мы не признаем хунту, захватившую власть вооруженным путем. (ryska)
47. 1 2 3  ”Proryska aktivister intog flera byggnader”. SVT Nyheter. 6 april 2014. https://www.svt.se/nyheter/utrikes/proryska-aktivister-intog-byggnad. Läst 13 januari 2022.
48. ↑  ”Ryssland kan stödja delning av Ukraina” - DN.SE
49. ↑  Kostyuchenko, Elena (20 "Battle for Donetsk airport: the story of one Russian fighter". Arkiverad 11 mars 2015 hämtat från the Wayback Machine. Novayagazeta.ru. Läst 28 februari 2015. (engelska)
50. ↑   (på engelska). BBC. 9 mars 2015. http://www.bbc.com/news/world-europe-31796226.  ”"Putin revals secrets of Russia's Crimea takeover plot"”
51. ↑   (på engelska)Kyiv Post. Interfax-Ukraine. 25 juli 2014. http://www.kyivpost.com/content/ukraine/washington-has-evidence-of-russias-readiness-to-supply-new-weapons-to-separatists-in-ukraine-357864.html.  ”"We have evidence that Russia is firing artillery from within Russia to attack Ukrainian military positions"”
52. ↑  ”Russia Denies Smuggling Military Hardware into East Ukraine” (på engelska). RIA Novosti. 21 juli 2014. http://en.ria.ru/military_news/20140721/191082305/Russia-Denies-Smuggling-Military-Hardware-Into-East-Ukraine.html.
53. ↑  Amerikanska styrkor i Ukraina - SVT
54. 1 2  "Ukraine's next battle is Donetsk, but no bombs, please". USA Today, 12 juli 2014.
55. ↑  The army of the Lugansk and Donetsk People’s Republics has 20,000 fighters - Gubarev. Information Telegraph Agency of Russia. 9 July 2014
56. ↑  За время спецоперации погибли не менее 10 тыс человек заявил Губарев. RIA Novosti. 1 augusti 2014.
57. ↑  "Ukraine Government Loses 568 Forces in Rebel Fighting: Military". Nytimes.com, 11 augusti 2014. Läst 11 augusti 2014. (engelska)
58. ↑  Cumming-Bruce, Nick (29 augusti 2014): "Death Toll in Ukraine Conflict Exceeds 2,200, U.N. Says". Nytimes.com. Läst 12 oktober 2014. (engelska)
59. ↑  "Ukraine in maps: How the crisis spread". bbc.com, 9 maj 2014. Läst 26 juni 2014. (engelska)
60. ↑  ”MH17 - The Open Source Investigation, Three Years Later” (på brittisk engelska). bellingcat. 17 juli 2017. https://www.bellingcat.com/news/uk-and-europe/2017/07/17/mh17-open-source-investigation-three-years-later/. Läst 27 mars 2020.
61. ↑  UN warns of 'massive exodus' from Ukraine - Al Jazeera English
62. ↑  DR i Donetsk: Krig inde i centrum vil koste mange civile livet - DR (danska)
63. ↑  UNHCR - Number of displaced inside Ukraine more than doubles since early August to 260,000
64. ↑  Ukrainian refugees to receive Russian pensions - minister — RT (engelska)
65. ↑  Ketrish, Valeriia (11 augusti 2014): "Frontline Ukraine: Kiev Clean-Up Has Begun, But 'Maidan Residents' Won't Go Without a Fight". Ibtimes.co.uk. Läst 12 augusti 2014. (engelska)
66. ↑  Ukrainskt Natomedlemskap möjligt - svenska.yle.fi
67. ↑  Kritiserar Ryssland för politisk process mot ukrainare SR
68. ↑  (engelska) Russia’s Justice Ministry received Ukraine’s request to hand over film director Sentsov - Arkiverad 5 april 2016 hämtat från the Wayback Machine. TASS
69. ↑  Ministry of Foreign Affairs of Ukraine's list of Ukrainians Detained in Russia Arkiverad 25 februari 2019 hämtat från the Wayback Machine. (engelska)
70. ↑  ″Справа Сенцова-Кольченко:останне слово″”Arkiverade kopian”. Arkiverad från [.http://www.hromadske.tv/politics/sprava-sentsovakolchenka-ostannye-slovo/ originalet] den 27 mars 2016. https://web.archive.org/web/20160327121234/http://www.hromadske.tv/politics/sprava-sentsovakolchenka-ostannye-slovo/. Läst 17 mars 2016. Hromadske.TV (ukrainska)
71. ↑  VOA News (7 mars 2014): " Russian Assembly Speaker Pledges Support if Crimea Votes to Join Russia". Voanews.com. Läst 7 mars 2014. (engelska)
72. ↑  Prorysk ledare gripen i Ukraina - SVT.se Arkiverad 13 april 2014 hämtat från the Wayback Machine.
73. ↑  Folkomröstning om Krim väntar - DN.SE
74. 1 2  ”Myndighetsbyggnad stormad i Donetsk”. SVT Nyheter. 16 mars 2014. https://www.svt.se/nyheter/utrikes/myndighetsbyggnad-stormad-i-donetsk. Läst 13 januari 2022.
75. ↑  ”Nato ökar samarbetet med Ukraina”. SVT Nyheter. 1 april 2014. https://www.svt.se/nyheter/utrikes/nato-ratar-ryssland-och-okar-samarbetet-med-ukraina. Läst 13 januari 2022.
76. ↑  AFP (5 april 2014). ”Ryssland kräver Ukraina på gasrabatt”. Svenska Dagbladet. ISSN 1101-2412. https://www.svd.se/ryssland-kraver-ukraina-pa-gasrabatt. Läst 13 januari 2022.
77. ↑  ”Ukraina grep misstänkta kuppmakare”. SVT Nyheter. 5 april 2014. https://www.svt.se/nyheter/utrikes/ukraina-grep-misstankta-kuppmakare. Läst 13 januari 2022.
78. 1 2 3 4  ”Oroligt i östra Ukraina”. svenska.yle.fi. https://svenska.yle.fi/a/7-778660. Läst 13 januari 2022.
79. ↑  Rysk soldat sköt ukrainsk marinofficer - svenska.yle.fi
80. ↑  Vilt slagsmål i Ukrainas parlament - Nyheterna - tv4.se Arkiverad 8 april 2014 hämtat från the Wayback Machine.
81. 1 2 3  Uro i Ukraine: Borgmesteren i Slavjansk flygter fra byen | Nyheder | DR
82. ↑  Armed, pro-Russian separatists lay siege to Donetsk Oblast; at least three dead (VIDEOS, UPDATES)
83. ↑  Uppgifter om döda och skadade i Slovjansk - YLE
84. ↑  Vad gjorde CIA-chefen i Kiev? - SVT.se
85. ↑  Direktrapportering östra Ukraina - SVT.se
86. ↑  Omvärlden varnar Ryssland - SVT.se
87. ↑  Ökad misstro i Ukraina - svenska.yle.fi
88. ↑  Putin: Ukraina balanserar på gränsen till inbördeskrig - SVT.se
89. ↑  Ryska trupper kan ha invaderat Ukraina - Aftonbladet
90. ↑  Ryskflaggade pansarfordon in i ukrainska städer - svenska.yle.fi
91. ↑  Tio ryska medborgare gripna i Ukraina - SVT.se
92. ↑  Tre proryska separatister dödade - Aftonbladet
93. ↑  Tre proryssar dödade i Ukraina - SVT.se
94. ↑  Russiske mænd må ikke rejse ind i Ukraine  DR
95. ↑  Ukraina stoppar ryska män - SVT.se
96. ↑  Så ska de undvika ett krig i Ukraina - Aftonbladet
97. ↑  Flera uppges ha dödats i Ukraina - Aftonbladet
98. ↑  Ella Berger/Charlotta Johansson/Lars Aden Lisinski (25–26 april 2014): "Svensk officer bortförd i Ukraina". Svt.se. Läst 11 juli 2014.
99. ↑  Svenske Thomas Johansson är frisläppt Expressen 27 april 2014
100. 1 2  Fortsatt oro i östra Ukraina - IMF ser över stöd - svenska.yle.fi
101. 1 2 3 4  Sammandrabbningar i Odessa 1 död - svenska.yle.fi
102. ↑  Ban to dispatch top UN political aide to Ukraine, as Security Council meets again on crisis United Nations News Centre
103. ↑  Minst 31 döda när hus stacks i brand i Odessa - DN.SE
104. 1 2  Ella Berger/Anna Hjalmarsson/TT (29 maj 2014): "Helikopterattack förvärrar krisen i Ukraina". Svt.se. Läst 11 juli 2014.
105. ↑  "100,000 'yes' ballots for referendum intercepted". Kyivpost.com. Läst 10 maj 2014. (engelska)
106. ↑  ”Задержана группа террористов, перевозивших более 100 тысяч "проголосовавших" бюллетеней”. Obozrevatel.com, 10 maj 2014. (ryska)
107. ↑  ”Сепаратисти готуються захопити 80 шкіл у Донецьку під "референдум"”. Pravda.com.ua, 10 mars 2014. Läst 10 maj 2014. (ukrainska)
108. 1 2  Anthony Faiola/Fredrick Kunkle (14 maj 2014): "In Ukraine talks, finger-pointing and little sign of progress". Washingtonpost.com. Läst 19 maj 2014. (engelska)
109. ↑  Fredrick Kunkle/Anthony Faiola,/Stephanie Kirchner (16 maj 2014): "Ukraine’s richest man enters dispute in eastern region". Washingtonpost.com. Läst 19 maj 2014. (engelska)
110. ↑  Kim Sengupta (19 maj 2014): "Ukraine crisis: The patriotic volunteers of the 'Black Army' who want to save their land only make it more dangerous". Independent.co.uk. Läst 19 maj 2014. (engelska)
111. ↑  "Three foreign journalists caught in violence near Slavyansk, two possibly dead". RT.com, 24–25 maj 2014. Läst 11 juli 2014. (engelska)
112. ↑  ”Många döda i strider om Donetsk flygplats i östra Ukraina”. Sveriges Radio. 27 maj 2014. https://sverigesradio.se/artikel/5873597. Läst 18 januari 2022.
113. ↑  AP (29 maj 2014): "Ukraine military helicopter shot down, 14 dead". Indiatimes.com. Läst 12 juli 2014. (engelska)
114. ↑  Interfax-Ukrajina (31 maj 2014): "Social Policy Ministry confirms arrival of children from Sloviansk in Crimea". Kyivpost.com. Läst 12 juli 2014. (engelska)
115. ↑  Christopher J. Miller/Mark Rachkevych (2 juni 2014):"Insurgents assault Ukrainian border guards in Luhansk Oblast; at least 15 wounded, 5 dead". Kyivpost.com. Läst 12 juli 2014. (engelska)
116. ↑  "Ukraine's Poroshenko sworn in and sets out peace plan". Bbc.com, 7 juni 2014. Läst 12 juli 2014. (engelska)
117. ↑  Interfax-Ukraijina (13 juni 2014): "Pushilin says one blast victim is his aide, another is security guard". Kyivpost.com. Läst 12 juli 2014. (engelska)
118. ↑  Ukraine: rebels shoot down plane carrying 49
119. ↑  "Ukraine crisis: Russia condemns attack on Kiev embassy". Bbc.com, 14 juni 2014. Läst 12 juli 2014. (engelska)
120. ↑  Two Russian journalists killed in mortar fire near Luhansk
121. ↑  ”Границу Украины свободно пересекло незаконное военное формирование "Армия Путина" – депутат” (på ryska). 17 juni 2014. http://www.unian.net/politics/929832-granitsu-ukrainyi-svobodno-pereseklo-nezakonnoe-voennoe-formirovanie-armiya-putina-deputat.html.
122. ↑  ”Терористи підігнали до Донецька два російські танки – РНБО” (på ukrainska). Ukrajinska Pravda. 18 juni 2014. http://www.pravda.com.ua/news/2014/06/18/7029424/.
123. ↑  South Ossetia Recognizes 'Luhansk People's Republic' - Radio Free Europe
124. ↑  ”Arkiverade kopian”. Arkiverad från originalet den 12 juli 2014. https://web.archive.org/web/20140712051441/http://www.reuters.com/article/2014/06/19/us-ukraine-crisis-fighting-idUSKBN0EU0K320140619. Läst 13 juli 2014.
125. ↑  ”Rebels reject peace proposal from Ukraine” (på engelska). 18 juni 2014. http://www.washingtonpost.com/world/rebels-say-nyet-to-peace-proposal-from-ukraine/2014/06/18/a8080500-f6dc-11e3-a606-946fd632f9f1_story.html.
126. ↑  ”Из России в Украину продолжают поступать оружие и боевики – ОБСЕ” (på ryska). 19 juni 2014. http://www.unian.net/politics/930412-iz-rossii-v-ukrainu-prodoljayut-postupat-orujie-i-boeviki-obse.html.
127. 1 2  ”Ukraine crisis: Battle erupts amid talk of truce” (på engelska). BBC NEWS. 19 juni 2014. http://www.bbc.com/news/world-europe-27919047.
128. ↑  ”Ukraine forces battle separatists after truce "refused”. Reuters. Arkiverad från originalet den 29 oktober 2014. https://web.archive.org/web/20141029233711/http://www.reuters.com/article/2014/06/19/ukraine-crisis-fighting-idUSL6N0P021A20140619. Läst 13 juli 2014.
129. ↑  "Над поселком Ямполь сбит самолет Су-25 – ополченцы". Arkiverad 22 februari 2022 hämtat från the Wayback Machine. RIA Novosti, 20 juni 2014. Läst 12 juli 2014. (ryska)
130. ↑  Walker, Shaun (20 juni 2014). ”Ukraine's President Petro Poroshenko declares ceasefire” (på engelska). BBC World News. The Guardian. http://www.bbc.com/news/world-europe-27948335/. Läst 12 juli 2014.
131. ↑  ”Коваль визнав, що Росія перекинула в Україну і танки, і БТРи і 10 "Градів"” (på ukrainska). Liga News. 20 juni 2014. Arkiverad från originalet den 14 juli 2014. https://web.archive.org/web/20140714222203/http://www.expres.ua/news/2014/06/20/108230-koval-vyznav-rosiya-perekynula-ukrayinu-tanky-btry-10-gradiv. Läst 13 juli 2014.
132. ↑  ”В Луганск вошли два танка Т-64 и пять БТР, – ИС” (på ryska). RBC News. 20 juni 2014. http://www.rbc.ua/rus/news/politics/v-lugansk-voshli-dva-tanka-t-64-i-pyat-btr---is-20062014081300.
133. ↑  ”Порошенко и Кучма встретились с Медведчуком в Киеве еще до начала переговоров в Донецке”. Podrovnosti. 24 juni 2014. http://podrobnosti.ua/power/2014/06/24/981794.html.
134. ↑  Walker, Shaun; Luhn, Alec (24 juni 2014). ”Ukraine crisis: Putin removes threat of military intervention after ceasefire” (på engelska). The Guardian. http://www.theguardian.com/world/2014/jun/24/ukraine-crisis-putin-russia-military-intervention-ceasefire/. Läst 12 juli 2014.
135. ↑  ”Revoking right to use army in Ukraine does not mean ignoring events there – Putin” (på engelska). The Voice of Russia. 24 juni 2014. Arkiverad från originalet den 30 oktober 2014. https://web.archive.org/web/20141030025334/http://voiceofrussia.com/2014_06_24/Revocation-of-right-to-use-army-in-Ukraine-does-not-mean-Russia-to-ignore-events-there-Putin-3492/. Läst 13 juli 2014.
136. ↑  Ukraine army helicopter 'shot down' despite ceasefire. BBC World News, 24 juni 2014. (engelska)
137. ↑  "DPR" and "LPR" "merged into" "Union of People's Republics"., Ukrajinska Pravda, 24 juni 2014. (engelska)
138. ↑  ”Через ПП "Изварино" в Украину прошла колонна тяжелой военной техники – активисты” (på ryska). Segodnya. 25 juni 2014. http://www.segodnya.ua/regions/donetsk/cherez-pp-izvarino-v-ukrainu-proshla-kolonna-tyazheloy-voennoy-tehniki-aktivisty-531554.html.
139. ↑  ”Террористы захватили военную часть Нацгвардии в Донецке” (på ryska). Unian. 26 juni 2014. http://www.unian.net/politics/933515-terroristyi-zahvatili-voennuyu-chast-natsgvardii-v-donetske.html.
140. ↑  ”Террористы из минометов обстреляли воинскую часть в Донецке” (på ryska). Unian. 26 juni 2014. http://www.unian.net/politics/933492-terroristyi-iz-minometov-obstrelyali-voinskuyu-chast-v-donetske.html.
141. ↑  ”В Донецке Нацгвардия отбила вторую атаку террористов.” (på ryska). Unian. 26 juni 2014. http://www.unian.net/politics/933501-v-donetske-natsgvardiya-otbila-vtoruyu-ataku-terroristov-boeviki-nachali-tretyu-popyitku-zahvata-chasti.html.
142. ↑  ”В Донецкой области в ночном бою погибли 4 украинских военных и 5 ранено” (på ryska). Kiev Gazeta. 27 juni 2014. Arkiverad från originalet den 14 juli 2014. https://web.archive.org/web/20140714224951/http://kvedomosti.com/11337-v-doneckoy-oblasti-v-nochnom-boyu-pogibli-4-ukrainskih-voennyh-i-5-raneno.html. Läst 11 april 2015.
143. ↑  ”Ukraine crisis: President Poroshenko extends truce for east” (på engelska). BBC News. 27 juni 2014. http://www.bbc.com/news/world-europe-28066188.
144. ↑  ”110,000 Have Fled to Russia From Ukraine United Nations Says” (på engelska). Wall Street Journal. 27 juni 2014. http://online.wsj.com/articles/110-000-have-fled-to-russia-from-ukraine-united-nations-says-1403873653.
145. ↑  ”Украинские снаряды долетели до приграничной российской территории” (på ryska). Interfax =. 27 juni 2014. http://www.interfax.ru/world/383121.
146. ↑  ”МИД назвал обстрел пограничного пункта со стороны Украины провокацией” (på ryska). RBC =. 27 juni 2014. Arkiverad från [internal_traffic--[rbc.ru]-[main_body]-[item_1 originalet] den 14 juli 2014. https://web.archive.org/web/20140714130059/http://top.rbc.ru/incidents/28/06/2014/933332.shtml#xtor=AL-. Läst 13 juli 2014.
147. ↑  Luhn (28 juni 2014). ”Pro-Russian rebels release more OSCE observers” (på engelska). The Guardian. http://www.theguardian.com/world/2014/jun/28/ukraine-osce-four-more-released. Läst 13 juni 2014.
148. ↑  "The Russian cameraman was the 5th journalist killed in Ukraine". The Washington Times, 30 juni 2014.
149. ↑  ”Russian cameraman killed in east Ukraine” (på engelska). aljazeera.com. 30 juni 2014. http://www.aljazeera.com/news/europe/2014/06/russian-cameraman-killed-east-ukraine-20146305237103302.html. Läst 3 juli 2014.
150. ↑  ”Ukraine leaders meets security chiefs as ceasefire end nears” (på engelska). Reuters =. 30 juni 2014. Arkiverad från originalet den 30 oktober 2014. https://web.archive.org/web/20141030012858/http://www.reuters.com/article/2014/06/30/us-urkaine-crisis-hollande-idUSKBN0F51NP20140630. Läst 13 juli 2014.
151. ↑  Alan Cullison/James Marson (30 juni 2014): "Ukraine Suspends Truce, Renews Attacks". The Wall Street Journal. Läst 13 juli 2014. (engelska)
152. ↑  ”Ukraine retakes border crossing from rebels as Poroshenko goes on attack” (på engelska). The Guardian. 1 juli 2014. http://www.theguardian.com/world/2014/jul/01/ukraine-petro-poroshenko-goes-on-attack. Läst 3 juli 2014.
153. ↑  ”На Карачуне под Славянском рухнула телевышка” (på ryska). Ukrajinska Pravda. 1 juli 2014. http://www.pravda.com.ua/rus/news/2014/07/1/7030575/.
154. ↑  "Putin accuses Ukraine over ceasefire as fighting rages". BBC, 1 juli 2014. Läst 13 juli 2014. (engelska)
155. ↑  ”A sign of where Ukrainian conflict could lead? Victims of mortar attack stand before their flaming home, like a scene from the Eastern Front in the Second World War” (på engelska). Daily Mail. 2 juli 2014. http://www.dailymail.co.uk/news/article-2677613/American-military-advisers-masterminding-Ukraines-surge-against-pro-Russian-separatists-bid-expand-Nato-east.html.
156. ↑  ”Мирные жители Станицы Луганской были убиты российскими "Градами"” (på ryska). sprotyv.info. 3 juli 2014. Arkiverad från originalet den 8 juli 2014. https://web.archive.org/web/20140708235633/http://sprotyv.info/ru/news/1881-mirnye-zhiteli-stanicy-luganskoy-byli-ubity-rossiyskimi-gradami. Läst 13 juli 2014.
157. ↑  ”‘Thanks, Ukraine Air Force’: Bombarded villagers accuse Kiev of killing civilians” (på engelska). RT TV. 3 juli 2014. http://rt.com/news/170104-ukraine-lugansk-shelling-airstrike/.
158. ↑  ”Government forces continue to free towns and capture gunmen's weapons and equipment in eastern Ukraine” (på engelska). Interfax-Ukrajina. 3 juli 2014. http://en.interfax.com.ua/news/general/211953.html. Läst 13 juli 2014.
159. ↑  ”Силы АТО освободили Николаевку: есть погибшие – Тимчук” (på ryska). Unian. 3 juli 2014. http://www.unian.net/politics/935788-silyi-ato-osvobodili-nikolaevku-est-pogibshie-timchuk.html.
160. ↑  ”Українські військові взяли під контроль Миколаївку – Аваков” (på ukrainska). tsn.ua. 4 juli 2014. http://tsn.ua/ukrayina/ukrayinski-viyskovi-vzyali-pid-kontrol-mikolayivku-avakov-357653.html. Läst 5 juli 2014.
161. ↑  ”Террористы снова атаковали луганский аэропорт” (på ryska). Segodnya. 5 juli 2014. http://www.segodnya.ua/regions/donetsk/terroristy-snova-atakovali-luganskiy-aeroport-534116.html.
162. ↑  ”Ukraine crisis: Rebels 'abandon Sloviansk stronghold'” (på engelska). BBC News. 5 juli 2014. http://www.bbc.co.uk/news/world-europe-28174104.
163. ↑  Tsvetkova, Maria (5 juli 2014). ”Ukraine government forces recapture separatist stronghold” (på engelska). Reuters. Arkiverad från originalet den 29 oktober 2014. https://web.archive.org/web/20141029232259/http://www.reuters.com/article/2014/07/05/us-ukraine-crisis-slaviansk-idUSKBN0FA06R20140705. Läst 13 juli 2014.
164. 1 2  ”Ukraine crisis: Donetsk rebels in mass withdrawal” (på engelska). BBC News. 5 juli 2014. http://www.bbc.com/news/world-europe-28177020. Läst 13 juli 2014.
165. ↑  Walker, Shaun (6 juli 2014). ”Ukrainian president hails breakthrough as Slavyansk seized from separatists” (på engelska). The Guardian. http://www.theguardian.com/world/2014/jul/06/ukraine-forces-seize-slavyansk. Läst 13 juli 2014.
166. ↑  ”На узбережжі Азовського моря обстріляли пост прикордонників, є жертви” (på ukrainska). Korrespondent.net. 5 juli 2014. http://ua.korrespondent.net/ukraine/politics/3388429-na-uzberezhzhi-azovskoho-moria-obstrilialy-post-prykordonnykiv-ye-zhertvy.
167. ↑  Dmytro Tymtjuk (5 juli 2014). ”Теперь и с моря: террористы атаковали пограничников с воды. Один погиб” (på ryska). sprotyv.info. Arkiverad från originalet den 14 juli 2014. https://web.archive.org/web/20140714151701/http://sprotyv.info/ru/news/1943-teper-i-s-morya-terroristy-atakovali-pogranichnikov-s-vody-odin-pogib. Läst 13 juli 2014.
168. ↑  ”Над Краматорском поднят украинский флаг. Фото” (på ryska). sprotyv.info. 5 juli 2014. Arkiverad från originalet den 8 juli 2014. https://web.archive.org/web/20140708143714/http://sprotyv.info/ru/news/1957-nad-kramatorskom-podnyat-ukrainskiy-flag-foto. Läst 13 juli 2014.
169. ↑  ”Над Слов'янськом майорить український прапор, а тим часом колони бойовиків вже в Горлівці і Донецьку” (på ukrainska). Publicist. 5 juli 2014. Arkiverad från originalet den 1 maj 2015. https://web.archive.org/web/20150501130921/http://publicist.in.ua/1189-nad-slove.html.
170. ↑  ”Боевики покинули Дружковку и Константиновку, в городах силы АТО” (på ryska). Segodnya. 5 juli 2014. http://www.segodnya.ua/regions/donetsk/boeviki-pokinuli-druzhkovku-i-konstantinovku-v-gorodah-sily-ato--534281.html.
171. ↑  ”Ukraine’s first big win over rebels dims truce hopes” (på engelska). AFP / Japan Times. 6 juli 2014. http://www.japantimes.co.jp/news/2014/07/06/world/ukraines-first-big-win-rebels-dims-truce-hopes/.
172. ↑  ”Ukrainian president hails breakthrough as Slavyansk seized from separatists” (på engelska). The Guardian. 6 juli 2014. http://www.theguardian.com/world/2014/jul/06/ukraine-forces-seize-slavyansk.
173. ↑  ”Ополченцы утверждают, что украинские силовики несут большие потери” (på ryska). Interfax. 6 juli 2014. http://www.interfax-russia.ru/South/special.asp?id=516682&sec=1724.
174. ↑  ”Ситуация в Донбассе: освобождение мэра Славянска, гибель военных и взрывы мостов” (på ryska). Сегодня.ua. 6 juli 2014. http://www.segodnya.ua/regions/donetsk/situaciya-v-donbasse-osvobozhdenie-mera-slavyanska-gibel-voennyh-i-vzryvy-mostov-534726.html. Läst 13 juli 2014.
175. ↑  ”Ukraine says forces retake two more rebel-held cities”. BBC News Online. 7 juli 2014. http://www.bbc.com/news/world-europe-28182404. Läst 13 juli 2014.
176. ↑  ”Ополченцы заняли здание Госпенитенциарной службы Украины в Донецке” (på ryska). Ria Novosti. 6 juli 2014. http://ria.ru/world/20140706/1014932056.html.
177. ↑  ”Pro-Russia rebels in eastern Ukraine reportedly prepare last stand in Donetsk” (på engelska). Fox News. 4 juli 2014. http://www.foxnews.com/world/2014/07/07/pro-russia-rebels-in-eastern-ukraine-reportedly-prepare-last-stand-in-donetsk/. Läst 13 juli 2014.
178. ↑  Tsvetkova, Maria (7 juli 2014). ”Pushed from Slaviansk, Ukraine rebels barricade Donetsk”. Reuters. Arkiverad från originalet den 29 oktober 2014. https://web.archive.org/web/20141029232439/http://www.reuters.com/article/2014/07/07/us-ukraine-crisis-idUSKBN0FC11520140707. Läst 13 juli 2014.
179. ↑  ”Ukraine crisis: Bridges destroyed outside Donetsk” (på engelska). www.bbc.com. BBC News. 7 juli 2014. http://www.bbc.com/news/world-europe-28191833. Läst 13 juli 2014.
180. ↑  ”Аеропорт Луганська обстрілюють із танків – Тимчук” (på ryska). Korrespondent.net. 7 juli 2014. http://ua.korrespondent.net/ukraine/politics/3389335-aeroport-luhanska-obstriluiuit-iz-tankiv-tymchuk.
181. ↑  "Ukraine govt forces control border with Russia all long its perimeter – Kyiv". Arkiverad 30 oktober 2014 hämtat från the Wayback Machine. Interfax, 7 juli 2014. Läst 13 juli 2014. (engelska)
182. ↑  ”Ukraine Rebels Take Town as EU Mulls Sanctions Expansion” (på engelska). Bloomberg. 8 juli 2014. http://www.bloomberg.com/news/2014-07-08/eu-mulls-more-russia-sanctions-as-ukraine-rebels-fight-on.html.
183. ↑  ”Ополченцы ЛНР заняли город Попасную” (på ryska). Segodnia.ru. 7 juli 2014. http://www.segodnia.ru/news/142479.
184. ↑  ”Ukraine crisis: 'No more unilateral ceasefires'” (på engelska). BBC. 8 juli 2014. http://www.bbc.com/news/world-europe-28209182. Läst 13 juli 2014.
185. ↑  ”Боевики почти полностью уничтожили КПП Должанский” (på ryska). Focus. 9 juli 2014. http://focus.ua/incident/310269/.
186. ↑  ”Terrorists fleeing from Siversk” (på engelska). UkrInform. 10 juli 2014. Arkiverad från originalet den 15 juli 2014. https://web.archive.org/web/20140715000347/http://www.ukrinform.ua/eng/news/terrorists_fleeing_from_siversk_323600. Läst 13 juli 2014.
187. ↑  ”Гелетей: Северск и ПП Червонопартизанск перешли под контроль Украины” (på ryska). Unian. 10 juli 2014. http://www.unian.net/politics/938424-geletey-seversk-i-pp-chervonopartizansk-pereshli-pod-kontrol-ukrainyi.html.
188. ↑  ”Четверо военных погибли возле пункта пропуска "Должанский" из-за мины, заложенной террористами” (på ryska). Segodnya. 11 juli 2014. http://www.segodnya.ua/regions/donetsk/chetvero-voennyh-pogibli-vozle-punkta-propuska-dovzhanskiy-iz-za-miny-zalozhennoy-terroristami-535738.html.
189. ↑  ”Под Зеленопольем продолжается бой, военным нужна срочная помощь” (på engelska). Unian. 11 juli 2014. http://www.unian.net/politics/938709-pod-zelenopolem-prodoljaetsya-boy-voennyim-nujna-srochnaya-pomosch.html.
190. ↑  ”Ukraine conflict: Many soldiers dead in 'rocket strike'” (på engelska). BBC News Online. 11 juli 2014. http://www.bbc.com/news/world-europe-28261737. Läst 13 juli 2014.
191. ↑  ”В сети появились фотографии уничтоженного "Градом" блокпоста сил АТО (фото)” (på ryska). Segodnya. 11 juli 2014. http://www.segodnya.ua/regions/donetsk/v-seti-poyavilis-fotografii-unichtozhennogo-gradom-blokposta-sil-ato-535962.html.
192. ↑  ”В Украину ворвались боевики на танках” (på ryska). Ukrinform. 12 juli 2014. Arkiverad från originalet den 15 juli 2014. https://web.archive.org/web/20140715132338/http://www.ukrinform.ua/rus/news/v_ukrainu_vorvalis_boeviki_na_tankah_1648430. Läst 11 augusti 2014.
193. ↑  ”Russia warns Ukraine of 'irreversible consequences' after cross-border shelling” (på engelska). RBC. 13 juli 2014. http://m.washingtonpost.com/world/russia-warns-ukraine-of-irreversible-consequences-after-cross-border-shelling/2014/07/13/d2be1bb0-0a85-11e4-8341-b8072b1e7348_story.html.
194. ↑  Bacchi, Umberto (14 juli 2014). ”Ukraine: Military Plane 'Shot Down By Russia'” (på engelska). International Business Times. http://www.ibtimes.co.uk/ukraine-military-plane-shot-down-by-russia-1456632.
195. ↑  ”Two crewmembers from An-26 downed in Luhansk region killed” (på engelska). Kyiv Post. 17 juli 2014. http://www.kyivpost.com/content/ukraine/two-crewmembers-from-an-26-downed-in-luhansk-region-killed-356423.html.
196. ↑  ”Під Ізваріним загинуло більше 200 військовихЕксклюзив” (på ukrainska). Korrespondent.ua. 17 juli 2014. http://ua.korrespondent.net/ukraine/politics/3393630-pid-izvarinym-zahynulo-bilshe-200-viiskovykh.
197. ↑  ”В Луганске на протяжении дня погибло более 20 мирных жителей” (på ryska). Segodnya. 18 juli 2014. http://www.segodnya.ua/regions/donetsk/v-luganske-na-protyazhenii-dnya-pogiblo-bolee-20-mirnyh-zhiteley-537862.html.
198. ↑  ”Fighting flares in centre of Donetsk, five dead” (på engelska). Reuters. 21 juli 2014. Arkiverad från originalet den 29 oktober 2014. https://web.archive.org/web/20141029232815/http://in.reuters.com/article/2014/07/21/ukraine-crisis-donetsk-idINL6N0PW1H620140721. Läst 11 augusti 2014.
199. ↑  ”ATO Forces Liberate Severodonetsk, Luhansk Region” (på engelska). Ukrainian News. 22 juli 2014. Arkiverad från originalet den 30 juli 2014. https://web.archive.org/web/20140730030620/http://un.ua/eng/article/522440.html. Läst 11 augusti 2014.
200. ↑  ”Террористы взорвали мост между Северодонецком и Рубежным” (på ryska). Ukrajinska Pravda. 22 juli 2014. http://www.pravda.com.ua/rus/news/2014/07/22/7032666/.
201. ↑  ”Ukraine troops continue attacks on Lisichansk – Luhansk militia commander” (på engelska). ITAR-TASS. 22 juli 2014. http://en.itar-tass.com/world/741819.
202. ↑  https://news.pn/en/criminal/109738
203. ↑  ”Ukraine instates third call of duty, citing continued Russian aggression” (på engelska). Kiev Post. 22 juli 2014. https://www.kyivpost.com/content/ukraine/ukraine-instates-third-call-of-duty-citing-continued-russian-aggression-357374.html.
204. ↑  ”Ukrainian troops enter Lysychansk” (på engelska). Kyiv Post. 24 juli 2014. http://www.kyivpost.com/content/ukraine/ukrainian-troops-enter-lysychansk-357777.html.
205. ↑  "Ukrainian prime minister Arseny Yatseniuk resigns". Theguardian.com. Läst 11 augusti 2014. (engelska)
206. ↑  ”24-ю бригаду постоянно обстреливают "Градом", есть погибшие, – соцсети” (på ryska). 24tv.ua. 27 juli 2014. http://24tv.ua/home/showSingleNews.do?24yu_brigadu_postoyanno_obstrelivayut_gradom_est_pogibshie__sotsseti&objectId=468687&lang=ru.
207. ↑  ”Украинские бойцы взяли Дебальцево, террористов разбили, – очевидцы” (på engelska). 24tv. 26 juli 2014. http://24tv.ua/home/showSingleNews.do?ukrainskie_boytsi_vzyali_debaltsevo_terroristov_razbili__ochevidtsi&objectId=468666&lang=ru.
208. ↑  ”Українські війська увійшли в Шахтарськ - ЗМІ” (på ukrainska). tsn. 27 juli 2014. http://tsn.ua/ukrayina/ukrayinski-viyska-uviyshli-v-shahtarsk-zmi-360796.html.
209. ↑  Higgins, Andrew (27 juli 2014). ”Ukraine Fighting Stalls Deployment of Dutch Police to Plane Crash Site” (på engelska). The New York Times. http://www.nytimes.com/2014/07/28/world/europe/ukraine.html?_r=0.
210. ↑  ”Російські військові вторглися на Луганщину: у колоні 19 танків, 4 "Гради" і 6 БТР” (på ukrainska). IPress.ua. 27 juli 2014. http://ipress.ua/news/rosiyski_viyskovi_vtorglysya_na_luganshchynu_19_tankiv_4_grady_i_6_btr_76803.html.
211. ↑  ”23 Members Of Aidar Battalion Killed During ATO On July 27” (på engelska). Ukrainian news. 28 juli 2014. Arkiverad från originalet den 11 augusti 2014. https://web.archive.org/web/20140811035846/http://un.ua/eng/article/523571.html. Läst 11 augusti 2014.
212. ↑  ”Отдельные подразделения отведены с Должанского, Изварино и Червонопартизанска на новые безопасные рубежи, - СНБО” (på ryska). Censor.net. 1 augusti 2014. http://censor.net.ua/news/296325/otdelnye_podrazdeleniya_otvedeny_s_doljanskogo_izvarino_i_chervonopartizanska_na_novye_bezopasnye_rubeji.
213. ↑  ”Лысенко: 72-я и 79-я бригады выведены из окружения” (på ryska). Segodnya. 1 augusti 2014. http://www.segodnya.ua/regions/donetsk/lysenko-72-ya-i-79-ya-brigady-vyvedeny-iz-okruzheniya-541266.html.
214. ↑  ”Из-за боевых действий в Донецкой области обесточены 49 населенных пунктов” (på ryska). Segodnya. 2 augusti 2014. http://www.segodnya.ua/regions/donetsk/iz-za-boevyh-deystviy-v-doneckoy-oblasti-obestocheny-49-naselennyh-punktov--541450.html.
215. ↑  ”Силовики стверджують, що в бік Донецька з Росії рухаються 10 танків” (på ukrainska). Korrespondent.net. 3 augusti 2014. http://ua.korrespondent.net/ukraine/politics/3400975-sylovyky-stverdzhuuit-scho-v-bik-donetska-z-rosii-rukhauitsia-10-tankiv.
216. ↑  ”Територія, що контролюють бойовики на Сході України, скоротилася на 75%.” (på ukrainska). TSN.ua. 3 augusti 2014. http://tsn.ua/ukrayina/silam-ato-nareshti-vdalosya-rozdiliti-teroristiv-na-donbasi-na-dvi-grupi-361740.html.
217. ↑  ”Часть 72-й бригады ВСУ отступила на территорию России - Дмитрашковский (видео)” (på ryska). Segodnya. 4 augusti 2014. http://www.segodnya.ua/regions/donetsk/chast-72-y-brigady-vsu-otstupila-na-territoriyu-rossii-dmitrashkovskiy-541706.html.
218. ↑  ”На території РФ перебувають 311 українських військових - РНБО” (på ukrainska). Korrespondent.net. 4 augusti 2014. http://ua.korrespondent.net/ukraine/3401431-na-terytorii-rf-perebuvauit-311-ukrainskykh-viiskovykh-rnbo.
219. ↑  ”Итоги дня. 6 августа” (på ryska). InfoResist. 6 augusti 2014. http://inforesist.org/itogi-dnya-6-avgusta/.
220. ↑  ”В Донецке неспокойно, слышны взрывы, не работает мобильная связь - горсовет” (på ryska). Unian. 6 augusti 2014. http://www.unian.net/politics/948336-v-donetske-nespokoyno-slyishnyi-vzryivyi-ne-rabotaet-mobilnaya-svyaz-gorsovet.html.
221. ↑  ”В результате артобстрелов украинских силовиков в Горловке погибли пять человек” (på ryska). ITAR-TASS. 7 augusti 2014. http://itar-tass.com/mezhdunarodnaya-panorama/1367003.
222. ↑  ”На Донбасі з оточення вирвалися більш як тисяча військових - ЗМІ” (på ukrainska). Korrespondent.net. 7 augusti 2014. http://ua.korrespondent.net/ukraine/politics/3403040-na-donbasi-z-otochennia-vyrvalysia-bilsh-yak-tysiacha-viiskovykh-zmi.
223. ↑  ”Ukraine government suspends ceasefire at MH17 crash site after recovery mission halted” (på engelska). Reuters. 7 augusti 2014. Arkiverad från originalet den 12 augusti 2014. https://web.archive.org/web/20140812184149/http://in.reuters.com/article/2014/08/07/uk-ukraine-crisis-airplane-ceasefire-idINKBN0G713J20140807. Läst 11 augusti 2014.
224. ↑  ”Стрелков: Донецк попал в полное окружение” (på ryska). RIA Novosti. 9 augusti 2014. http://ria.ru/world/20140809/1019393481.html.
225. ↑  Stanglin, Doug (9 augusti 2014). ”Rebel leader calls for cease-fire in besieged Donetsk” (på engelska). USA Today. http://www.usatoday.com/story/news/world/2014/08/09/donetsk-rebels-surrounded/13821629/.
226. ↑  ”Ополченцы отбили Красный Луч у украинских силовиков” (på ryska). MK.ru. 9 augusti 2014. http://www.mk.ru/politics/2014/08/09/opolchency-otbili-krasnyy-luch-u-ukrainskikh-silovikov.html.
227. ↑  ”В ДНР заявляют, что украинская армия якобы отступила от Красного Луча”. Dialog. 9 augusti 2014. http://www.dialog.ua/news/12432_1407607923.
228. ↑  ”Украинские силовики зачищают Красный Яр” (på ryska). Segodnya. 10 augusti 2014. http://www.segodnya.ua/regions/donetsk/ukrainskie-siloviki-zachishchayut-krasnyy-yar--543383.html.
229. ↑  ”Итоги дня. 10 августа” (på ryska). InfoResist. 10 augusti 2014. http://inforesist.org/itogi-dnya-10-avgusta/.
230. ↑  ”Путин направляет в Украину свой "гуманитарный конвой"” (på ryska). Ukrajinska Pravda. 11 augusti 2014. http://www.pravda.com.ua/rus/news/2014/08/11/7034565/.
231. ↑  ”Ukraine Agrees to Red Cross-Led Aid Mission” (på engelska). ABC News. 11 augusti 2014. http://abcnews.go.com/International/wireStory/ukraine-rocket-attack-leads-mass-jail-breakout-24926814.
232. 1 2  "Poroshenko: Disagreements on Russian humanitarian aid delivery settled". Interfax.com.ua, 15 augusti 2014. Läst 15 augusti 2014. (engelska)
233. ↑  "'Humanitarian convoy' stops near border with Ukraine". Arkiverad 15 augusti 2014 hämtat från the Wayback Machine. Ukrinform.ua, 14 augusti 2014. Läst 15 augusti 2014. (engelska)
234. ↑  Weaver, Courtney (14 augusti 2014): "Russian ‘volunteers’ in beige drive aid convoy to Ukraine border". FT.com. Läst 15 augusti 2014. (engelska)
235. ↑  Jeremy Bender/Reuters (14 augusti 2014): "A Bunch Of Russian Military Vehicles Have Just Crossed Into Ukraine". Businessinsider.com. Läst 15 augusti 2014. (engelska)
236. ↑  Thomas Grove/Alissa de Carbonnel/Reuters (9 juni 2014): "Ukraine, separatists battle to control border with Russia". Yahoo.com. Läst 15 augusti 2014. (engelska)
237. ↑  Morello, Farol (25 juli 2014): "Russia, Ukraine trade accusations of cross-border shelling". Washingtonpost.com. Läst 15 augusti 2014. (engelska)
238. ↑  "На кордоні відбулися збройні сутички з російськими диверсантами - РНБО". Pravda.com.ua, 14 augusti 2014. Läst 15 augusti 2014. (ukrainska)
239. ↑  Ольга Мищенко (15 augusti 2014): "Глава МИД Литвы: Из РФ на Украину въехали 70 единиц военной техники". DW.de. Läst 15 augusti 2014. (ryska)
240. ↑  Walker, Shaun (15 augusti 2014): "Aid convoy stops short of border as Russian military vehicles enter Ukraine". Theguardian.com. Läst 15 augusti 2014. (engelska)
241. ↑  5 канал (15 augusti 2014): "В Старобільську розвантажили гумдопомогу з Харкова". Youtube.com. Läst 15 augusti 2014. (ukrainska)
242. ↑  AP /15 augusti 2014): "Ukraine: We destroyed Russian military incursion". Arkiverad 15 augusti 2014 hämtat från the Wayback Machine. Washingtonpost.com. Läst 15 augusti 2014. (engelska)
243. ↑  Ukraina blockerar ryska tv-kanaler - SvD
244. ↑  Andrey @andrushka74 (21 augusti 2014): "Вот и все #саурмогила #Снежное" (foton på det sammanstörtande monumentet). Twitter.com. Läst 22 augusti 2014.
245. 1 2  Den senaste utvecklingen i Ukraina | Utrikes - SvD
246. ↑  'Kiev, rise up!' Protesters demand ouster of Ukrainian president, defense minister — RT News (engelska)
247. ↑  "Ukraine withdraws from Luhansk airport after 'Russian tank column' attack". Telegraph.co.uk, 1 september 2014. Läst 12 oktober 2014. (engelska)
248. 1 2 3  MacFarquhar (5 september 2014): "Ukraine Deal Imposes Truce Putin Devised". Nytimes.com. Läst 12 oktober 2014. (engelska)
249. ↑  Röda Korset-medarbetare dödad i Donetsk - Sveriges Radio
250. ↑  "Ukraine conflict: Heavy fighting for Donetsk airport". Bbc.com, 3 oktober 2014. Läst 12 oktober 2014. (engelska)
251. ↑  Klusterbomber använda i Ukraina - SVT.se
252. ↑  Val i östra Ukraina redan i november - svenska.yle.fi
253. ↑  Freden i Ukraina hotad - DN.SE
254. 1 2 3  Ukraina drar bort tjänstemän från öst - svenska.yle.fi
255. ↑  Inga pensioner till östra Ukraina - Sveriges Radio
256. ↑  Ukraina inför passkontroll - DN.SE
257. ↑  Ukraina: Statlig verksamhet upphör i proryska områden - DN.SE
258. ↑  Putin under fortsatt press - SVT.se
259. ↑  Putin kan lämna G20 i förtid - DN.SE
260. ↑  ”Ukrainska soldater dödade i strid”. Svenska Dagbladet. https://www.svd.se/ukrainska-soldater-dodade-i-strider. Läst 23/09/2018.
261. ↑  [https://www.ekuriren.se/nyheter/varlden/eu-och-usa-kritiserar-putins-medborgarutspel-sm4866596.aspx Arkiverad 26 april 2019 hämtat från the Wayback Machine.
262. ↑  Ukraina anklagar Ryssland för aggression efter Putins medborgarskapsbeslut för invånare i utbrytarrepublikerna - YLE
263. ↑  TT (2 april 2021). ”Rysk gränsmobilisering oroar Nato”. SVT Nyheter. https://www.svt.se/nyheter/utrikes/rysk-gransmobilisering-oroar-nato. Läst 21 april 2021.
264. ↑  ”Readout of President Joseph R. Biden, Jr. Call with President Vladimir Putin of Russia” (på amerikansk engelska). The White House. 13 april 2021. Arkiverad från originalet den 18 oktober 2021. https://web.archive.org/web/20211018143911/https://www.whitehouse.gov/briefing-room/statements-releases/2021/04/13/readout-of-president-joseph-r-biden-jr-call-with-president-vladimir-putin-of-russia-4-13/. Läst 21 april 2021.
265. ↑  ”Ukrainas president vill träffa Putin i Donbass”. DN.SE. 20 april 2021. https://www.dn.se/varlden/ukrainas-president-vill-traffa-putin-i-donbass/. Läst 21 april 2021.
266. ↑  ”Russia to pull troops back from near Ukraine” (på brittisk engelska). BBC News. 22 april 2021. https://www.bbc.com/news/world-europe-56842763. Läst 25 april 2021.
267. ↑  TTText (19 februari 2022). ”Separatister uppmanar till ”fullständig mobilisering””. Dagens industri. https://www.di.se/nyheter/separatister-uppmanar-till-fullstandig-mobilisering/. Läst 30 december 2024.